# Daugavpils
Daugavpils (deutsch Dünaburg; lettgallisch Daugpiļs; polnisch Dyneburg, auch Dźwińsk; russisch Даугавпилс Daugawpils, auch Двинск Dwinsk, 1656 bis 1667 auch Борисоглебов Borisoglebow, in der alten russischen Chronik Невгин Newgin) ist mit rund 79.000 Einwohnern (Stand 2022) die zweitgrößte Stadt Lettlands. Sie liegt im Südosten des Landes am Fluss Düna (lettisch Daugava). Daugavpils war die Hauptstadt der historischen Region Lettgallen und ist seit der Auflösung der Landkreise 2009 Republik-Stadt.
Durch die vielen, während der Zeit der Lettischen Sowjetrepublik dort angesiedelten Russen ist Daugavpils heute die größte Stadt Lettlands und der Europäischen Union mit einer überwiegend russischsprachigen Bevölkerung.

## Geografie

### Lage
Daugavpils liegt im Südosten Lettlands beiderseits des Flusses Düna. Der allergrößte Teil des Stadtgebiets einschließlich des Zentrums liegen am hydrologisch rechten (nördlichen) Ufer.
Die Staatsgrenze zu Litauen liegt 19 km südlich der Innenstadt, die Grenze zu Belarus 27 km östlich.

### Stadtgliederung
Daugavpils ist eine der neun Republik-Städte Lettlands und ist in 25 Stadtteile eingeteilt:
- Centrs
- Cietoksnis
- Čerepova
- Dzelzceļnieks
- Dzintari
- Esplanāde
- Ezermala
- Gajoks
- Grīva
- Jaunā Forštate
- Jaunbūve
- Jaunie Stropi
- Judovka
- Kalkūni
- Križi
- Ķīmija
- Liginiški
- Mazie Stropi
- Mežciems
- Nīderkūni
- Ruģeļi
- Vecā Forštate
- Vecstropi
- Viduspoguļanka
- Vizbuļi

### Nachbargemeinden
Seit der Verwaltungsreform von 2009 ist die Stadt nur noch vom Bezirk Daugavpils umgeben, dessen Verwaltung ihren Sitz in der Stadt hat. Ehemalige Nachbargemeinden, die heute zum Bezirk gehören, sind:
- Tabore (dt. Tabor)
- Laucesa (dt. Lautzen)
- Kalkūni (dt. Kalkuhnen)
- Svente (dt. Swenten)
- Līksna (dt. Lixna)
- Naujene

### Klima
|                       | Jan  | Feb  | Mär  | Apr  | Mai  | Jun  | Jul  | Aug  | Sep  | Okt | Nov  | Dez  |   |     |
| Mittl. Tagesmax. (°C) | −3,6 | −2,6 | 2,1  | 10,3 | 17,9 | 21,5 | 22,5 | 21,6 | 16,3 | 9,8 | 3,3  | −1,0 | ⌀ | 9,9 |
| Mittl. Tagesmin. (°C) | −9,7 | −9,9 | −6,5 | 0,6  | 6,1  | 10,1 | 11,8 | 10,9 | 7,2  | 2,9 | −1,4 | −6,1 | ⌀ | 1,4 |
|                       |      |      |      |      |      |      |      |      |      |     |      |      |   |     |
| Niederschlag (mm)     | 37   | 28   | 32   | 42   | 52   | 74   | 79   | 74   | 69   | 52  | 51   | 43   | Σ | 633 |

| −9,7 |

| −9,9 |

| −6,5 |

| 0,6 |

| 6,1 |

| 10,1 |

| 11,8 |

| 10,9 |

| 7,2 |

| 2,9 |

| −1,4 |

| −6,1 |

| −9,7 |

| −9,9 |

| −6,5 |

| 0,6 |

| 6,1 |

| 10,1 |

| 11,8 |

| 10,9 |

| 7,2 |

| 2,9 |

| −1,4 |

| −6,1 |

## Bevölkerung

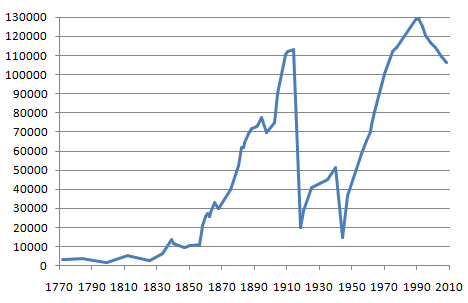
Bevölkerungsentwicklung Daugavpils

Am 1. Juli 2018 zählte die Stadt 92.260 Einwohner. Von 1970 bis 2012 lag die Einwohnerzahl über 100.000.
Die Bevölkerung von Daugavpils setzte sich 2011 aus folgenden Nationalitäten zusammen:
| Demographie von Daugavpils 2011 | Demographie von Daugavpils 2011 | Demographie von Daugavpils 2011 | Demographie von Daugavpils 2011 | Demographie von Daugavpils 2011 |
| ------------------------------- | ------------------------------- | ------------------------------- | ------------------------------- | ------------------------------- |
|                                 |                                 |                                 |                                 |                                 |
| Russen                          | Russen                          |                                 | 53,6 %                          | 53,6 %                          |
| Letten                          | Letten                          |                                 | 19,8 %                          | 19,8 %                          |
| Polen                           | Polen                           |                                 | 14,2 %                          | 14,2 %                          |
| Belarussen                      | Belarussen                      |                                 | 7,2 %                           | 7,2 %                           |
| Ukrainer                        | Ukrainer                        |                                 | 1,9 %                           | 1,9 %                           |
| Litauer                         | Litauer                         |                                 | 1,0 %                           | 1,0 %                           |
| Andere                          | Andere                          |                                 | 2,3 %                           | 2,3 %                           |
|                                 |                                 |                                 |                                 |                                 |

Daugavpils ist das kulturelle Zentrum Lettgallens. Hier befindet sich die Universität Daugavpils, ein Stadttheater sowie der Sitz vieler nationaler Institute und Gesellschaften.

## Geschichte

### Vorzeit und Livländische Konföderation

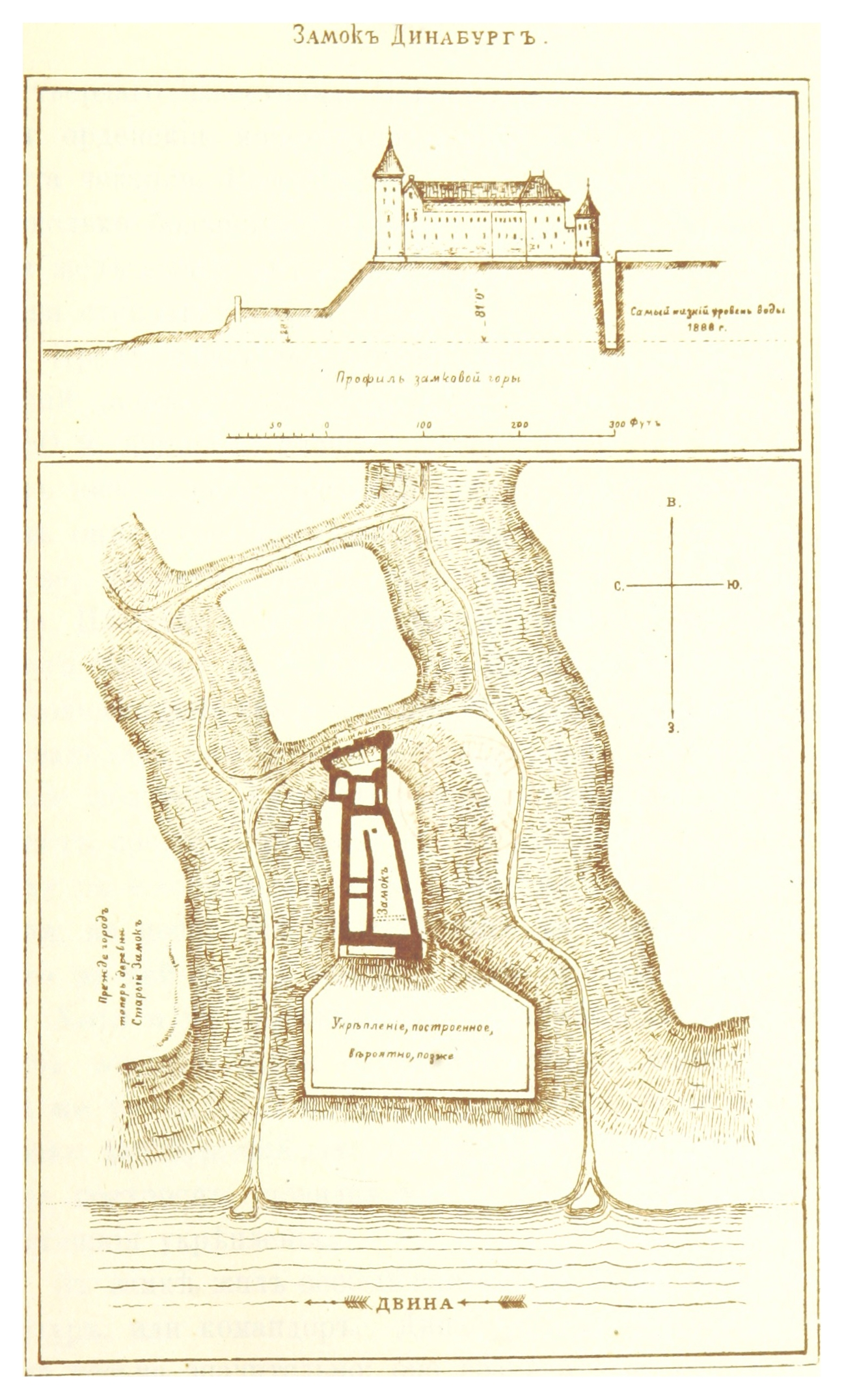
Plan und Rekonstruktionsversuch der einstigen Dünaburg des Deutschen Ordens (1893)

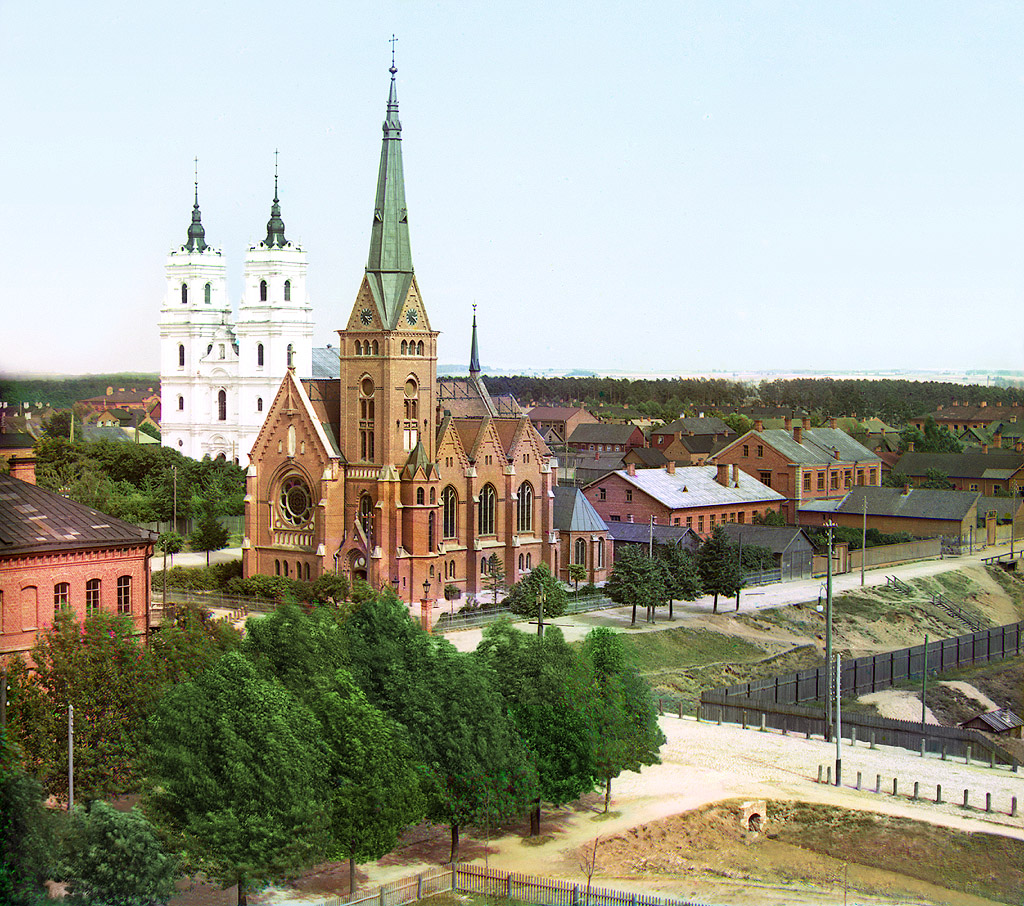
Katholische Marienkirche und Martin-Luther-Kirche 1912, Foto von Sergei Michailowitsch Prokudin-Gorski

Eine lettgallische Siedlung bestand im Hochmittelalter auf dem heutigen Naujiene-Hügel und war Teil der Herrschaft von Jersika. 1224 geriet das Gebiet unter Kontrolle des Schwertbrüderordens. Der Ort wurde 1275 erstmals schriftlich erwähnt, als eine Burg des Livländischen Ordens gebaut wurde, um die herum sich später die Stadt entwickelte. Bereits 1277 wurde Dünaburg einen Monat lang von litauischen Heeren belagert. Im 14. Jahrhundert wurden die Befestigungen ausgebaut. Die einfallenden Truppen von Iwan III. nahmen 1481 Dünaburg ein, räumten das Gebiet aber 1493 nach einem Friedensvertrag.

### Polen-Litauen
Um Finanzmittel für den Krieg gegen Russland zu erhalten, verpfändete der Orden Dünaburg 1558 an Polen-Litauen. Nach der Aufteilung des Ordenstaates war Dünaburg ab 1566 Hauptstadt des Herzogtums Livland (polnisch: Księstwo Inflanckie). Zar Iwan IV., der Schreckliche, machte Burg und Stadt 1577 dem Erdboden gleich. Später errichtete er 19 km dünaabwärts eine Festung. Diese Stelle wurde Zentrum einer neuen Ansiedlung, die 1582 nach dem Abzug der Russen vom polnischen König Stefan Batory das Magdeburger Stadtrecht erhielt. Die Schweden drangen in den Kriegen des 17. Jahrhunderts nicht bis Dünaburg vor. Dennoch rückten im Russisch-Polnischen Krieg russische Truppen im Jahre 1656 in Dünaburg ein. Sie hielten die Stadt, die sie Borisoglebow (russisch Борисоглебов) nannten, bis 1667 besetzt. 1677 wurde die Woiwodschaft Livland (auch „Polnisch-Livland“) eingerichtet. Deren Woiwode residierte in Dünaburg. Im Großen Nordischen Krieg waren dort den Winter 1700/1701 hindurch sächsische Truppen einquartiert. Nach einer Pest-Epidemie 1710 war die Stadt fast entvölkert.

### Russisches Kaiserreich
Bei der ersten Teilung Polens kam Dünaburg 1772 an Russland. Es folgten friedlichere Zeiten, ab 1802 als Teil des Gouvernement Witebsk. Die Bedrohung durch Napoleon war 1810 Anlass für die Errichtung der Zitadelle. 1812 wurde die erste Brücke über die Düna gebaut. Ab 1826 wurde das heutige Altstadtzentrum planmäßig angelegt und bebaut.
Die 1836 angelegte Chaussee Sankt Petersburg–Warschau brachte der Stadt einen Aufschwung; so entstand 1853 mit der neuen Dünabrücke die erste Stahlbrückenkonstruktion im Baltikum. Mit dem Aufbau der Eisenbahnlinien wurde Dünaburg ein Zentrum der Industrialisierung und ein bedeutender Verkehrsknotenpunkt. Eisenbahnverbindungen wurden nach St. Petersburg (1860), Riga (1861), Warschau (1862), Orjol (1866) und Šiauliai (dt. Schaulen) (1873) eingerichtet.
Nach der Abschaffung der Leibeigenschaft 1861 zogen immer mehr Menschen in die Stadt. 1893 wurde die Stadt im Zuge der Russifizierungspolitik offiziell in Dwinsk (Двинск) umbenannt. Zu dieser Zeit stellten Juden mit 46 % die größte ethnische Gruppe in der Stadt, gefolgt von Russen mit 27,5 % und Polen mit 16,3 %. Bei der Volkszählung von 1897 lebten 72.231 Menschen in der Stadt. 1905 wurde die russische Kathedrale geweiht.
1912 erhielt die Siedlung Grīva auf der gegenüberliegenden südlichen Dünaseite Stadtrechte.

### Erster Weltkrieg und Republik Lettland
Beim Herannahen der Front im Sommer 1915 wurden die Industriebetriebe größtenteils ins Innere Russlands evakuiert. Der Stab der 5. russischen Armee befand sich in Dünaburg. Der Beginn der Oktoberrevolution 1917 schwächte Russland militärisch. 
Am 18. Februar 1918 begannen deutsche Truppen die Operation Faustschlag; einen Tag später besetzten sie Dünaburg. Nach ihrem Abzug (Deutschland musste am 11. November 1918 den Waffenstillstand von Compiègne unterschreiben) besetzten sowjetische Truppen Daugavpils. Am 17. Dezember 1918 wurde auf Anweisung von Lenin die lettische Räte-Republik ausgerufen.
Während des polnisch-sowjetischen Krieges (1919 bis 1921) wurde Daugavpils am 3. Januar 1920 von polnischen und lettischen Truppen eingenommen. 
Durch den Frieden von Riga wurde die Stadt ein Teil der Republik Lettland. 1920, nach der Sowjetherrschaft, betrug die Bevölkerungszahl noch ein Viertel der Vorkriegszahl. Die Stadtökonomie erholte sich, erreichte jedoch nicht das Vorkriegsniveau. 1935 waren 35 % der Bevölkerung Letten, 25 % Juden, 18 % Polen, 18 % Russen und 3 % Belarussen.

### Zweiter Weltkrieg

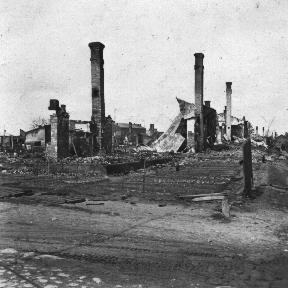
Nach dem Einmarsch der Wehrmacht 1941

Im Juni 1940 marschierte die Rote Armee in Lettland ein. Nach dem Angriff des Deutschen Reiches am 22. Juni 1941 war die Düna eine wichtige natürliche Verteidigungslinie. Durch den Handstreich der Brandenburger unter Hans-Wolfram Knaak gelangten jedoch die wichtigen Dünabrücken unzerstört in die Hand der Wehrmacht. Deshalb verlor die Dünaburger Zitadelle ihre militärische Bedeutung. Beim Abzug brannte die Rote Armee große Teile der Stadt nieder. Nach der Eroberung des Baltikums durch die deutsche Wehrmacht 1941 bildete Dünaburg einen wesentlichen Stützpunkt zum Schutz der Ostgrenze des Reichskommissariat Ostlands, in dem die NS-Zivilverwaltung unter Leitung von Hinrich Lohse bis zu ihrem Abzug 1944 die Besatzungsmacht ausübte. Ihr Ziel war die rasche „In-Wert-Setzung“ der besetzten Gebiete für die deutsche Kriegswirtschaft sowie die Judenvernichtung. Gebietskommissar der nationalsozialistischen Zivilverwaltung in Dünaburg war von 1942 bis 1944 Hermann Riecken. Die Juden aus Daugavpils und weiteren Kleinstädten wurden in einem Ghetto konzentriert. Dieses wurde zum zweitgrößten Vernichtungslager für Juden in Lettland. Im Stadtteil Mežciema wurde das Stammlager 340 eingerichtet. Durch den Vormarsch der Roten Armee wurde die Stadt im Juli 1944 erneut Frontgebiet. Um die zur Festung erklärte Stadt verteidigungsfähig zu machen, wurde unter anderem das jüdische Ghetto dem Erdboden gleichgemacht. In den drei Jahren deutscher Besatzung wurde praktisch die gesamte jüdische Bevölkerung der Stadt ermordet. Nach der Rückkehr der Roten Armee bestand nun das Kriegsgefangenenlager 292 für deutsche Kriegsgefangene.

### Lettische SSR und wiederhergestellte Unabhängigkeit

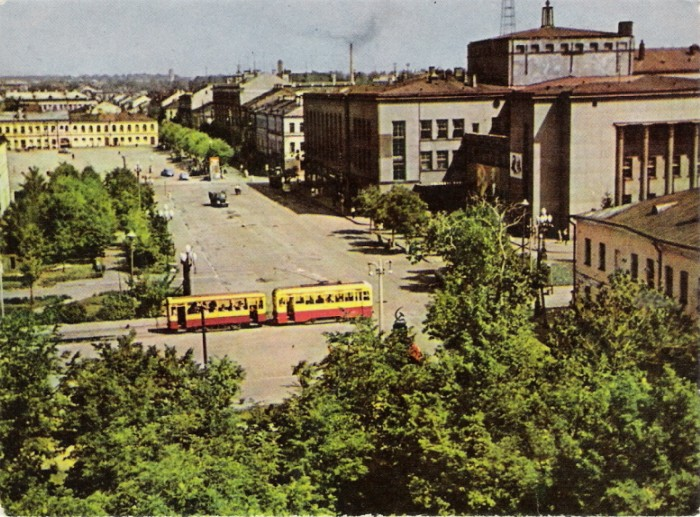
Leninplatz (heute Platz der Einheit/Vienības laukums) in den 1950er Jahren

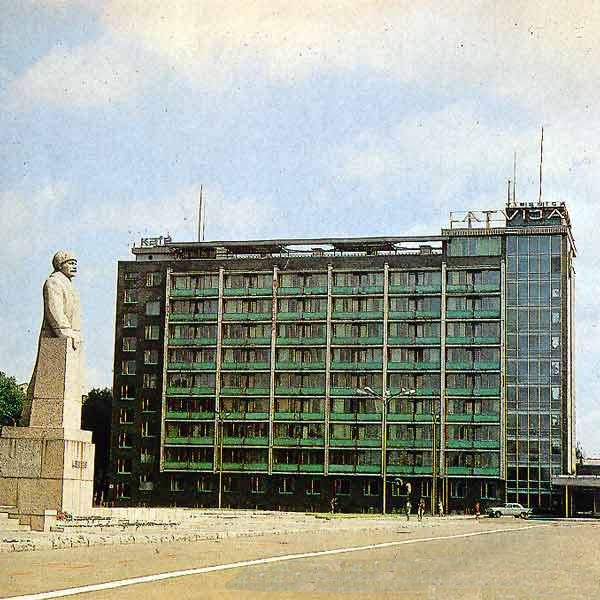
Hotel Latvija und das 1991 abgebaute Lenindenkmal von 1970 in den 1970er Jahren

In der Zeit der Inkorporation Lettlands in die Sowjetunion zwischen 1945 und 1991 erreichte Daugavpils wieder die alte Bevölkerungszahl. 1946 wurde ein Straßenbahnbetrieb aufgenommen. Die Russifizierung der Stadt wurde von den sowjetischen Behörden energisch vorangetrieben. Die Arbeiter der angesiedelten Industriebetriebe stammten hauptsächlich aus Russland und Belarus. Wichtige Arbeitgeber waren Chemie-Kombinate, Elektrowerkzeug-Fabriken und Lokomotivwerkstätten. 1956 wurde das südlich gelegene Grīva eingemeindet. Eine neue Dünabrücke besteht seit 1989.

## Bauwerke

### Die Zitadelle Daugavpils
Die Zitadelle aus dem 19. Jahrhundert ist kulturhistorisch bedeutend, da sie als einzige Anlage dieser Art in Osteuropa vollständig erhalten ist. Der Plan für die Verteidigungsanlagen stammt von Georg Heinrich Hekel (1764–1832); der Innenausbau im imperialen Stil wurde vom Architekten Alexander Staubert (1781–1843) geleitet, der auch viele Verwaltungsgebäude des Stadtzentrums plante.
Zu Beginn der Bauarbeiten 1810 herrschte große Eile, weil ein Krieg mit dem napoleonischen Frankreich drohte. Zeitweise waren über 10.000 Soldaten und Handwerker im Schichtbetrieb eingesetzt. Die Anlagen waren im Wesentlichen 1833 fertiggestellt. Daugavpils wurde durch die Zitadelle eine bedeutende Garnisonsstadt.
Auf dem linken Ufer der Düna befindet sich ein zur Festung gehörendes Vorwerk, um den Fluss beiderseitig abzusichern. Die Anlage wird jetzt als Gefängnis genutzt.
Während der Zarenzeit saßen hier die Staatsverbrecher ein (u. a. die Dekabristen). Dann nutzten die Armee des jungen lettischen Staates und ab 1940 die Sowjets die Anlage.
1941 richteten die deutschen Besatzer ein Kriegsgefangenenlager und ein Ghetto für die einheimischen Juden ein.
124.000 sowjetische Kriegsgefangene starben hier einen qualvollen Tod. Um ihre Verbrechen zu kaschieren, wurden 1944 vor dem Einmarsch der Roten Armee die noch überlebenden Gefangenen in die dann gesprengte Kirche der Festung eingesperrt.
Während der sowjetischen Besetzung wurde die Zitadelle von der technischen Abteilung der Roten Armee als Kaserne und Ausbildungsstätte für Offiziere genutzt, teilweise umgebaut und mit etlichen Personalwohnbauten in gleichförmiger Plattenbauweise ergänzt. Diese Gebäude werden weiterhin genutzt. Inzwischen wurden mit Mitteln der EU einige Gebäude restauriert und werden als Museen und Verwaltungsgebäude (z. B. Polizeipräfektur) genutzt. Im Artilleriearsenalsgebäude wurde ein Museum mit Werken des lettisch-amerikanischen Künstlers Mark Rothko, der als Marcus Rothkowitz in Dünaburg geboren wurde, eingerichtet. Von den ursprünglich vier nach den Söhnen von Zar Paul I. benannten und in den 1820er Jahren erbauten Toren der Zitadelle sind das Alexandertor (nach Alexander I.), das Michaelstor (nach Michael Pawlowitsch Romanow) und das Nikolaitor (nach Nikolai I.) erhalten, während das Konstantinstor (nach Konstantin Pawlowitsch Romanow) 1962 zerstört wurde, um sperrige Gegenstände in die damalige sowjetische Militärschule transportieren zu können.

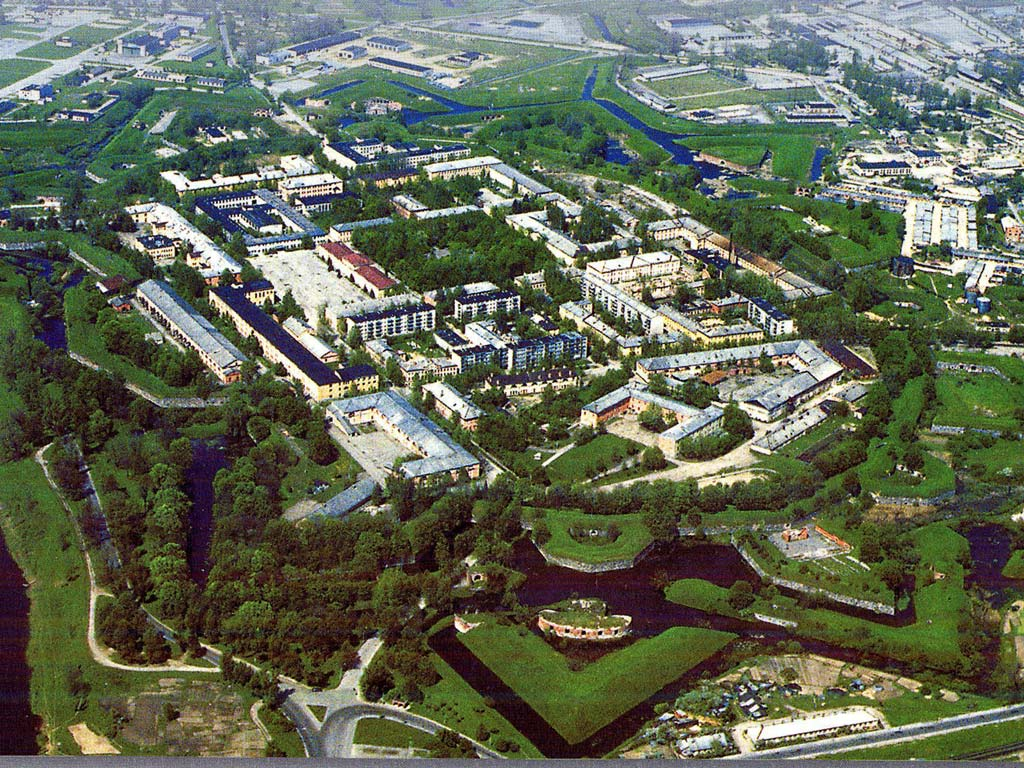
Zitadelle aus der Luft
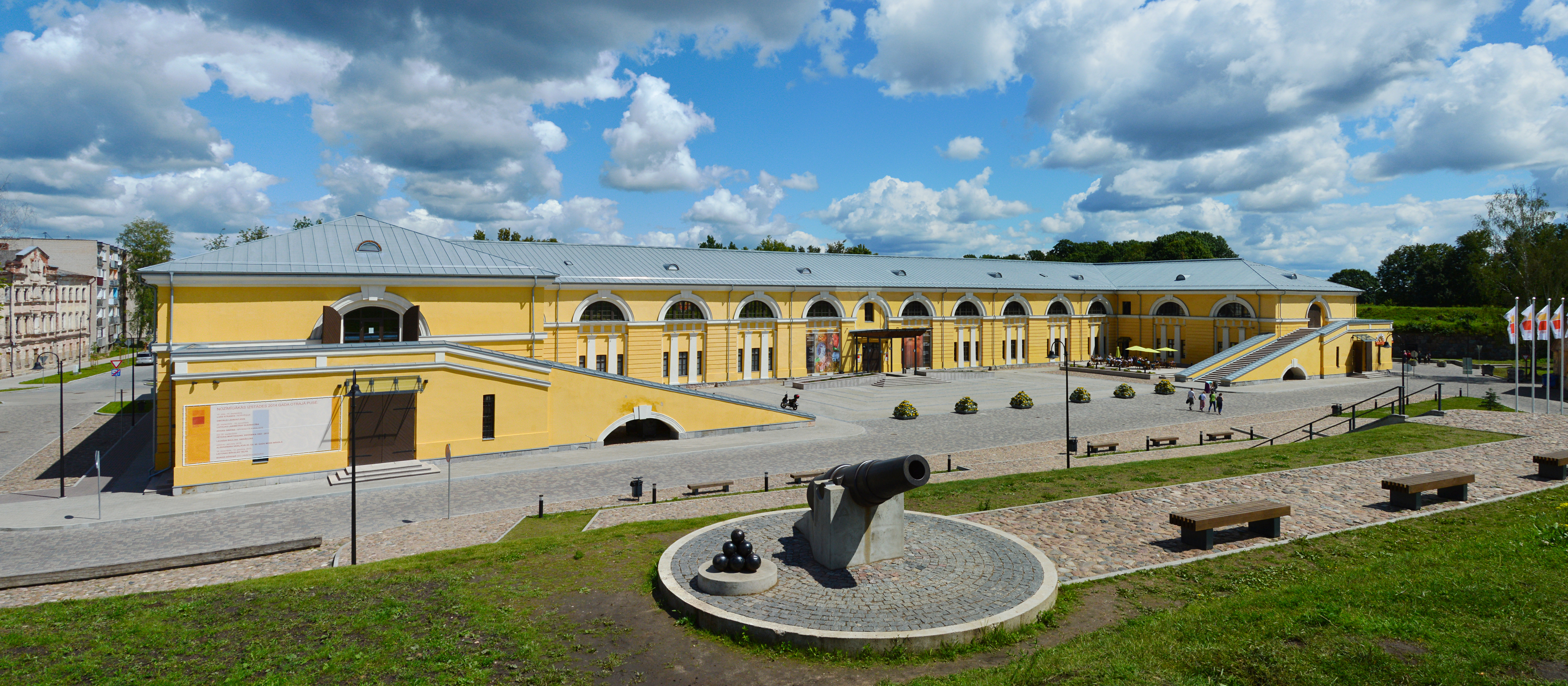
Artilleriearsenal (Mark-Rothko-Museum)
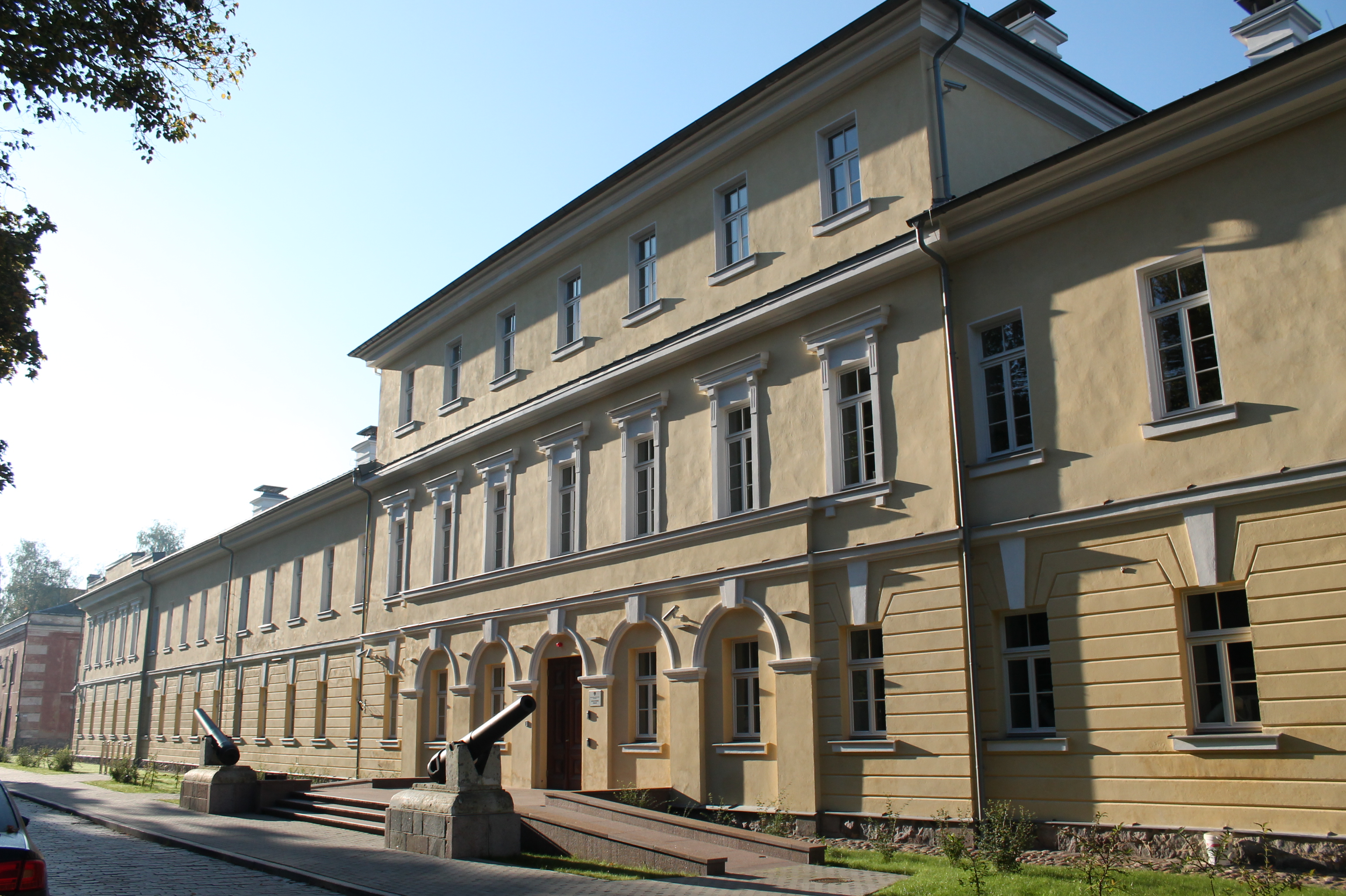
Kommandantur
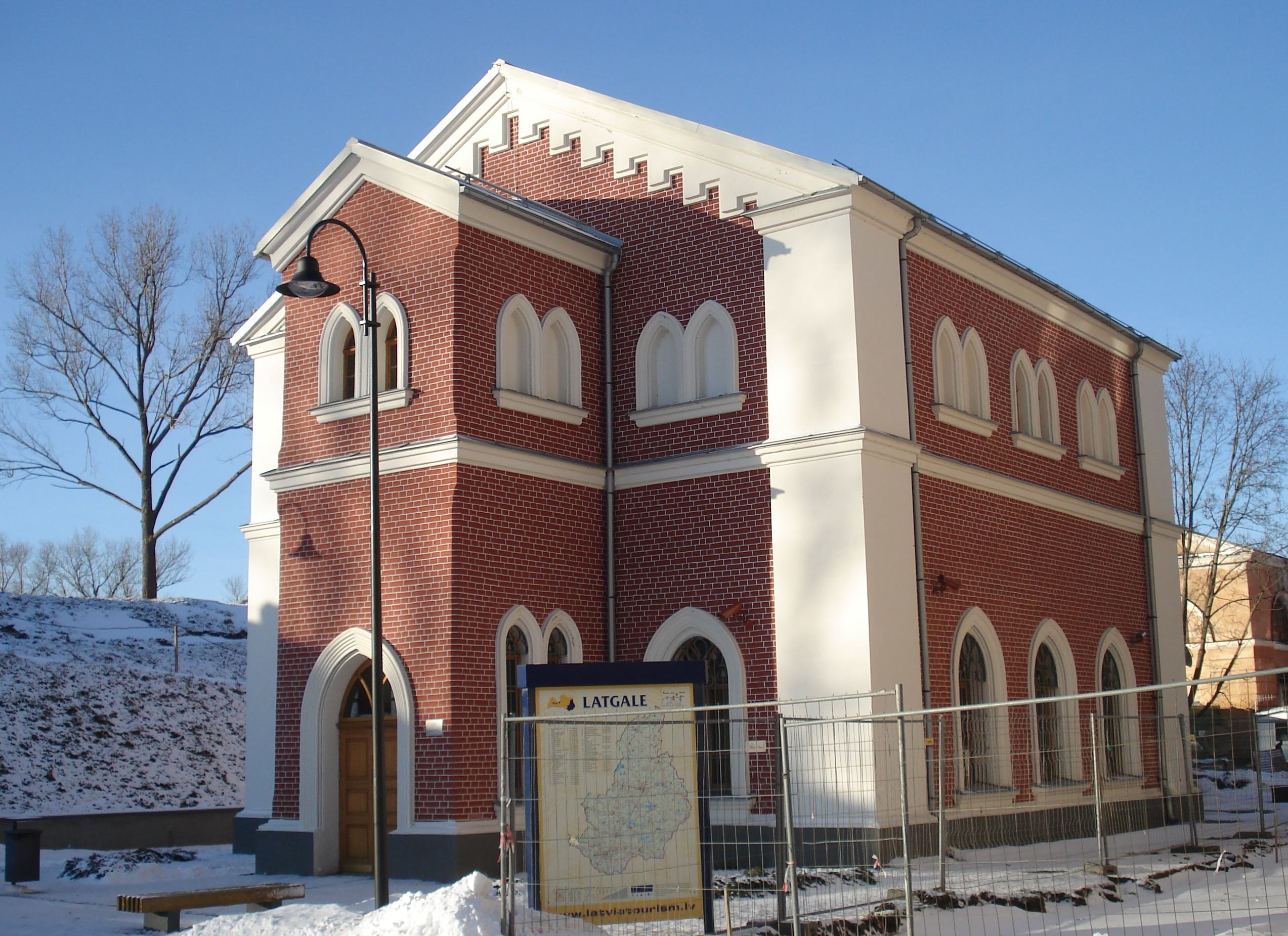
Pumphaus
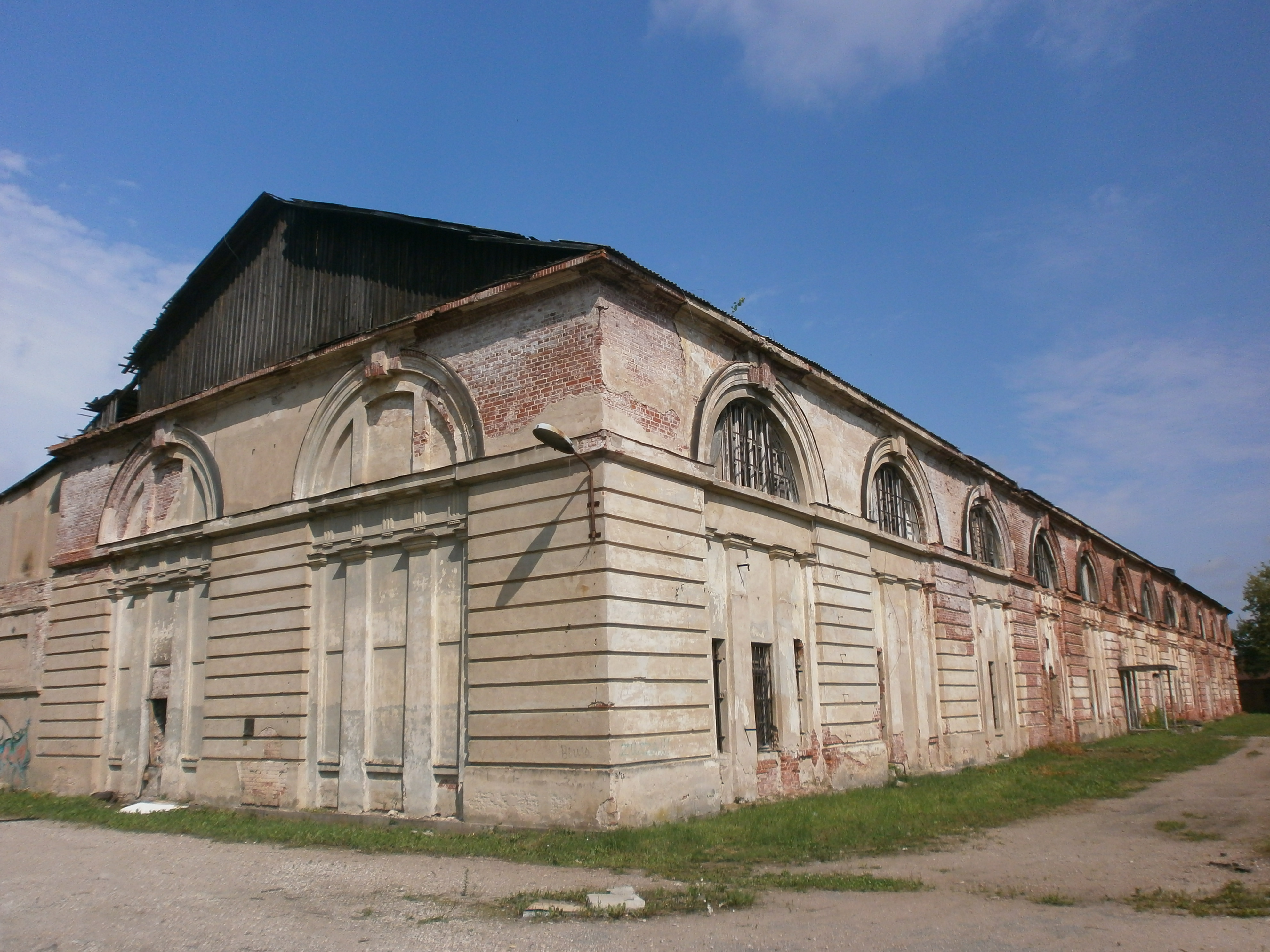
Ingenieursarsenal vor der Restaurierung (2015)
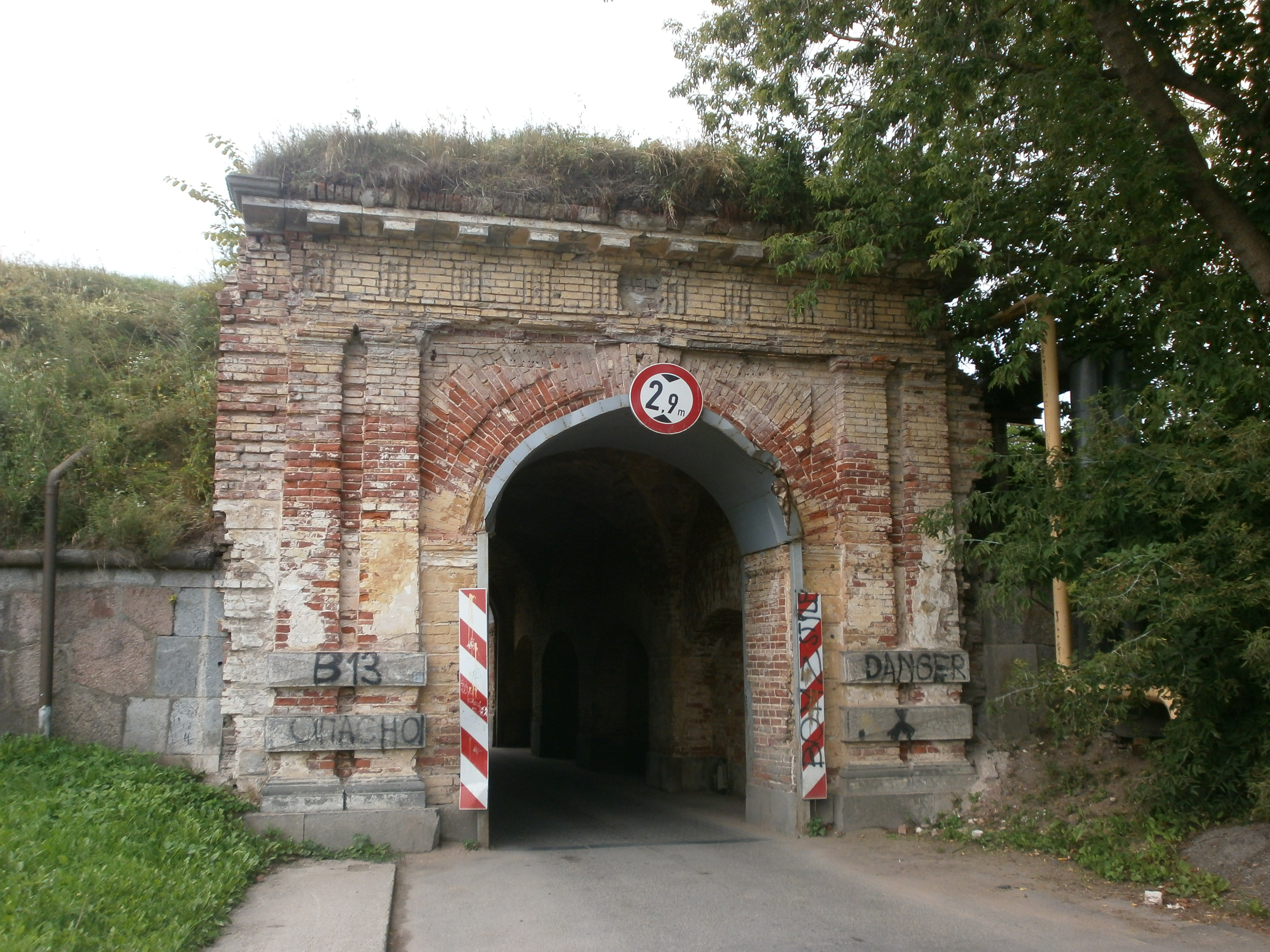
Alexandertor
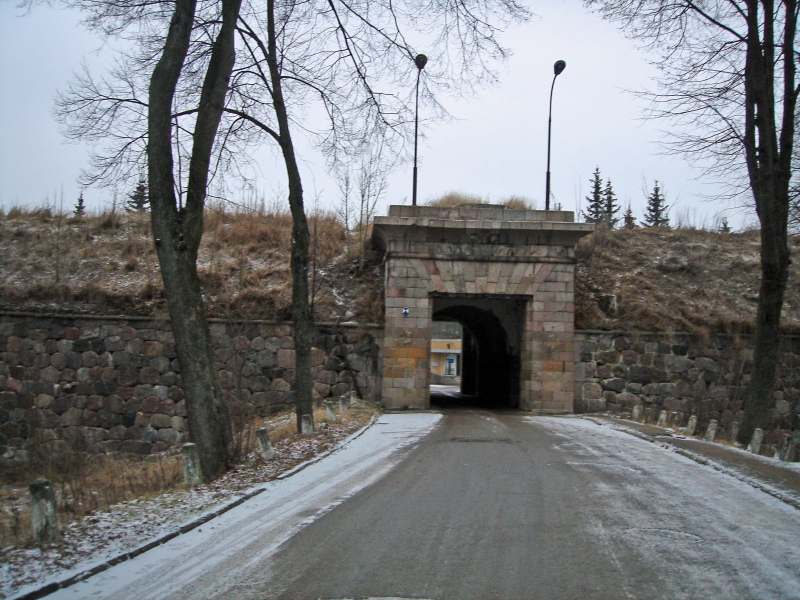
Michaelstor
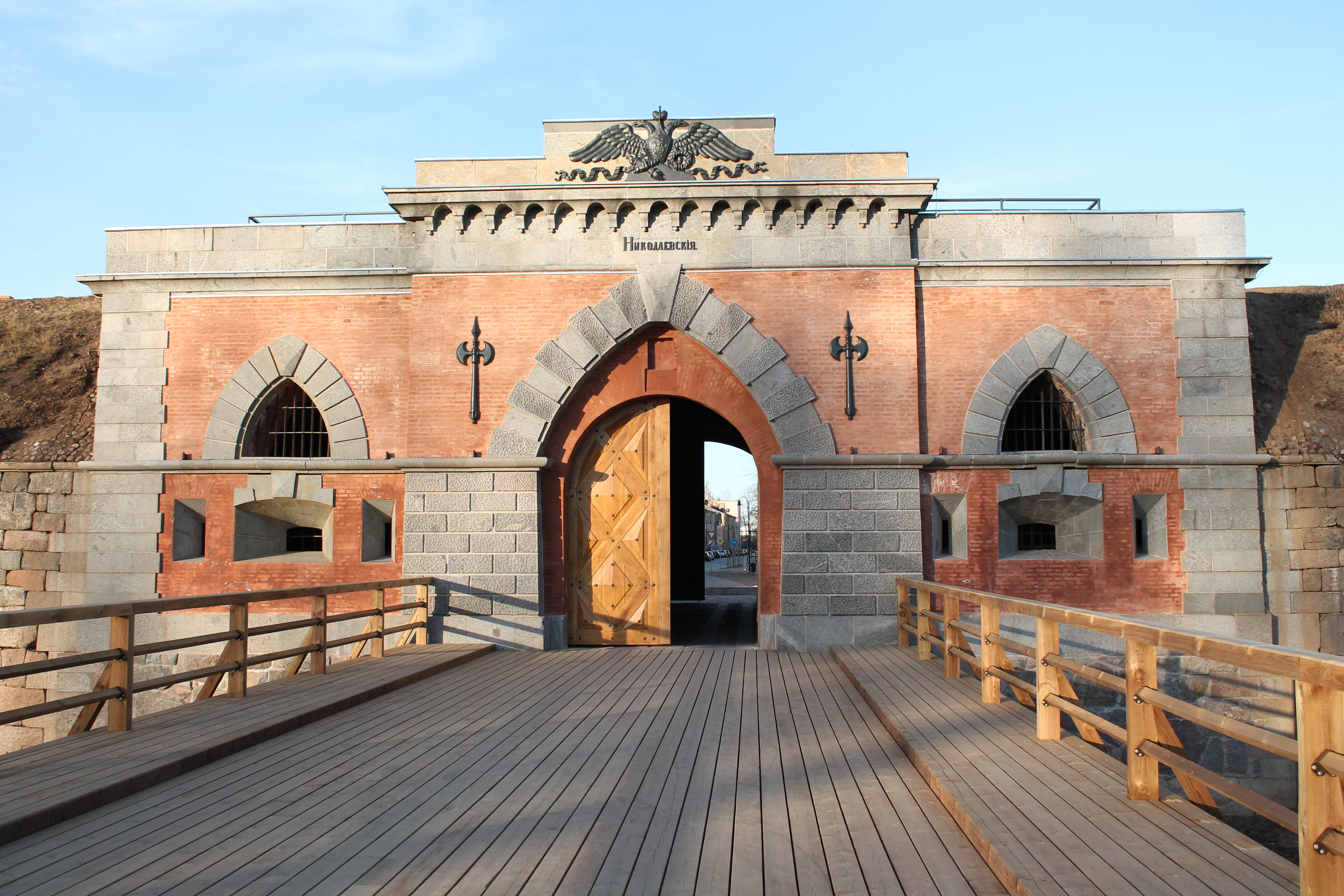
Nikolaitor

### Sakralbauten
- Evangelisch-Lutherische Martin-Luther-Kirche, Sitz des lutherischen Bischofs von Daugavpils, erbaut von 1889 bis 1893 im neugotischen Stil, Architekt Wilhelm Neumann
- Katholische Kirche der Unbefleckten Empfängnis der Heiligen Jungfrau Maria, erbaut von 1903 bis 1905 im eklektizistischen Stil nach Entwurf von Wilhelm Neumann
- Katholische Kirche St. Peter, erbaut von 1845 bis 1848 im klassizistischen Stil, umgebaut zwischen 1924 und 1934
- Katholische Kirche der Heiligen Jungfrau Maria im Stadtteil Grīva, erbaut von 1882 bis 1889 im neuromanischen Sti, Architekt Wilhelm Neumann
- Russisch-Orthodoxe Boris-und-Gleb-Kathedrale, 1905 errichtet
- Russisch-Orthodoxe Alexander-Newski-Kapelle, erbaut von 1999 bis 2003 am Standort der von 1856 bis 1864 errichteten und am 18. November 1969 gesprengten Alexander-Newski-Kathedrale
- Russisch-Orthodoxe Kirche des Heiligen Nikolaus im Stadtteil Gajoks, erbaut 1894
- Russisch-Orthodoxe Alexander-Newski-Kirche, erbaut 1897
- Orthodoxe St.-Nikolaus-Kirche der Altgläubigen, erbaut von 1908 bis 1928
- Gebetshaus der Altgläubigen der Heiligen Theotokos und Nikolaus in Gajoks, 1886 errichtet
- Synagoge Cietokšņa 38, 1850 errichtet
- Synagoge Lāčplēša iela 39, erbaut 1840, zurzeit als Ladengeschäft genutzt

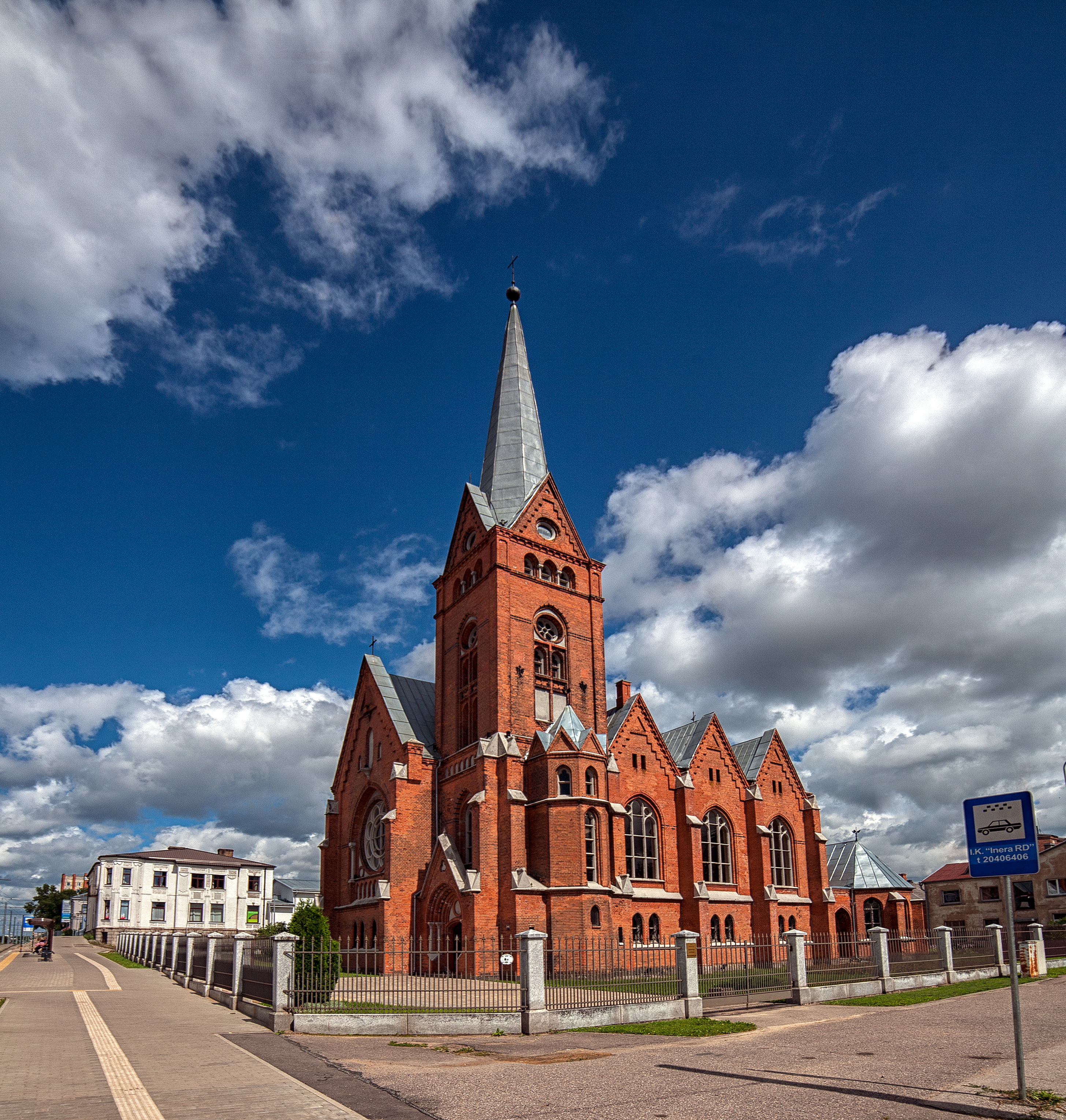
Martin-Luther-Kirche
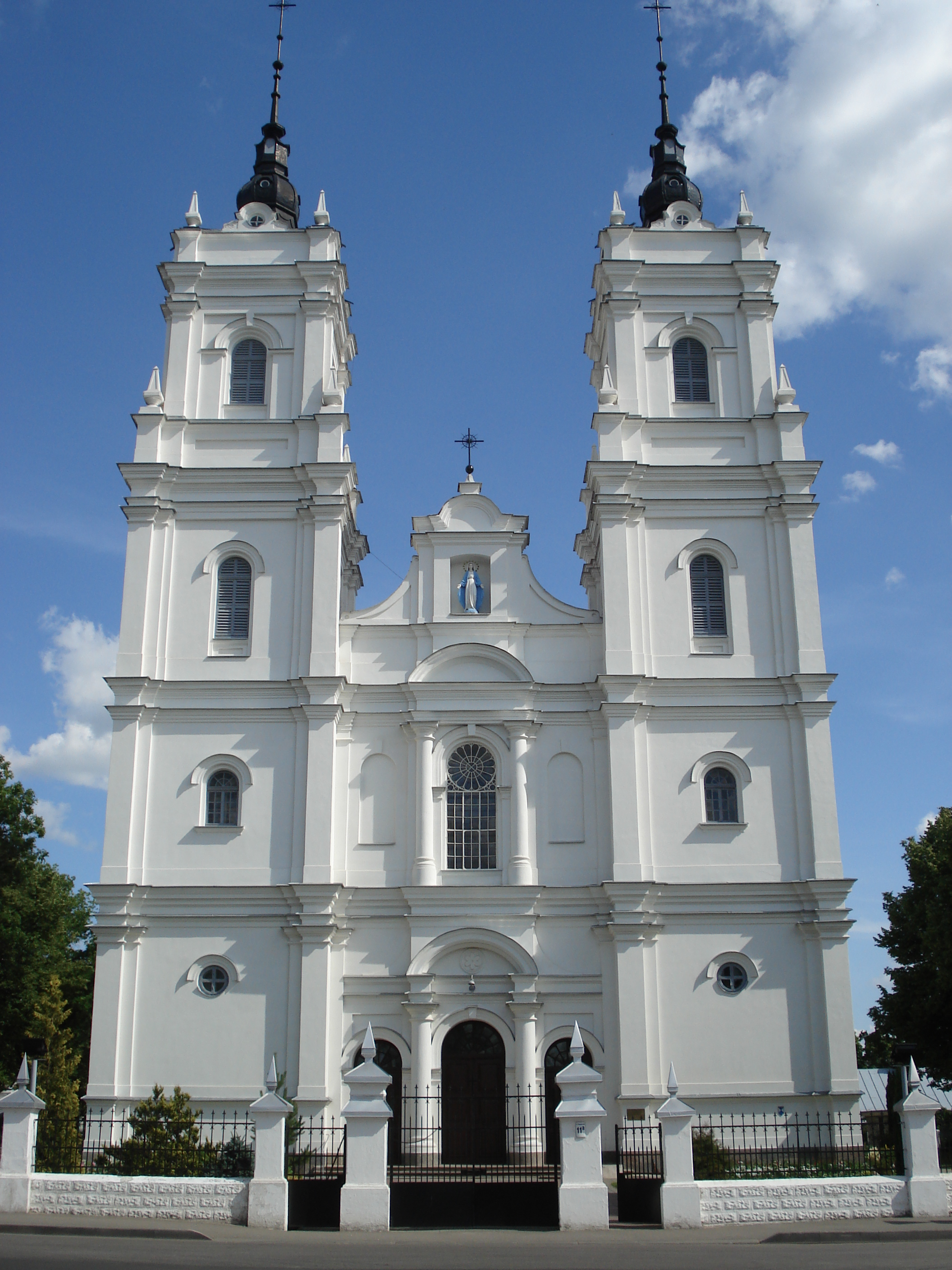
Kirche der Unbefleckten Empfängnis
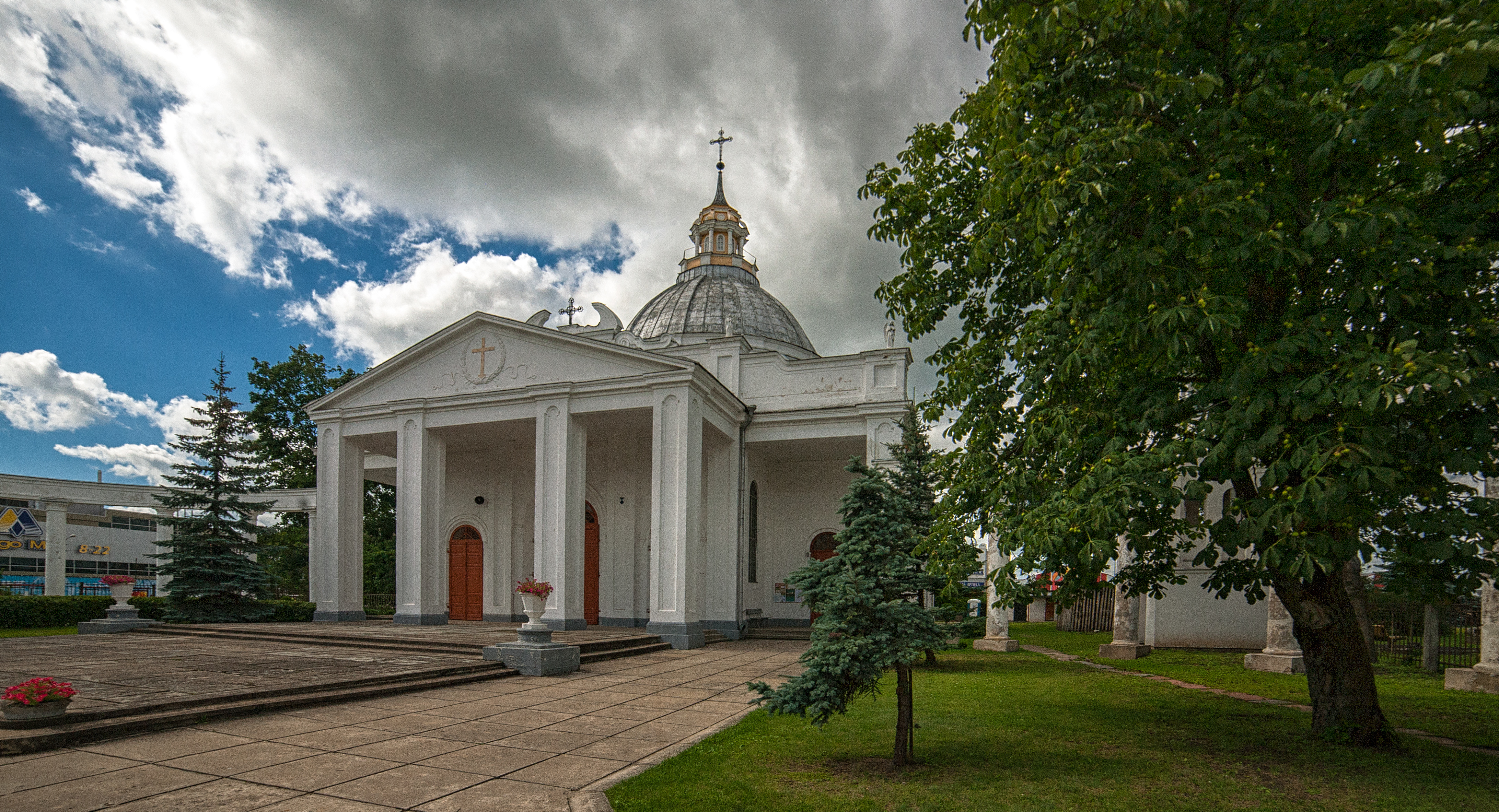
Kirche St. Peter
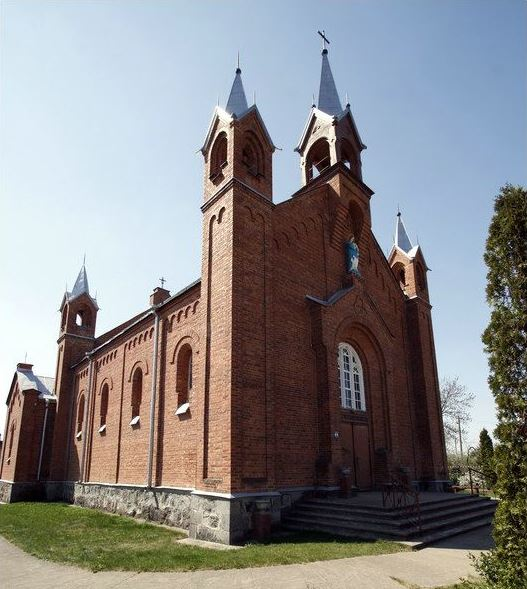
Katholische Kirche Grīva
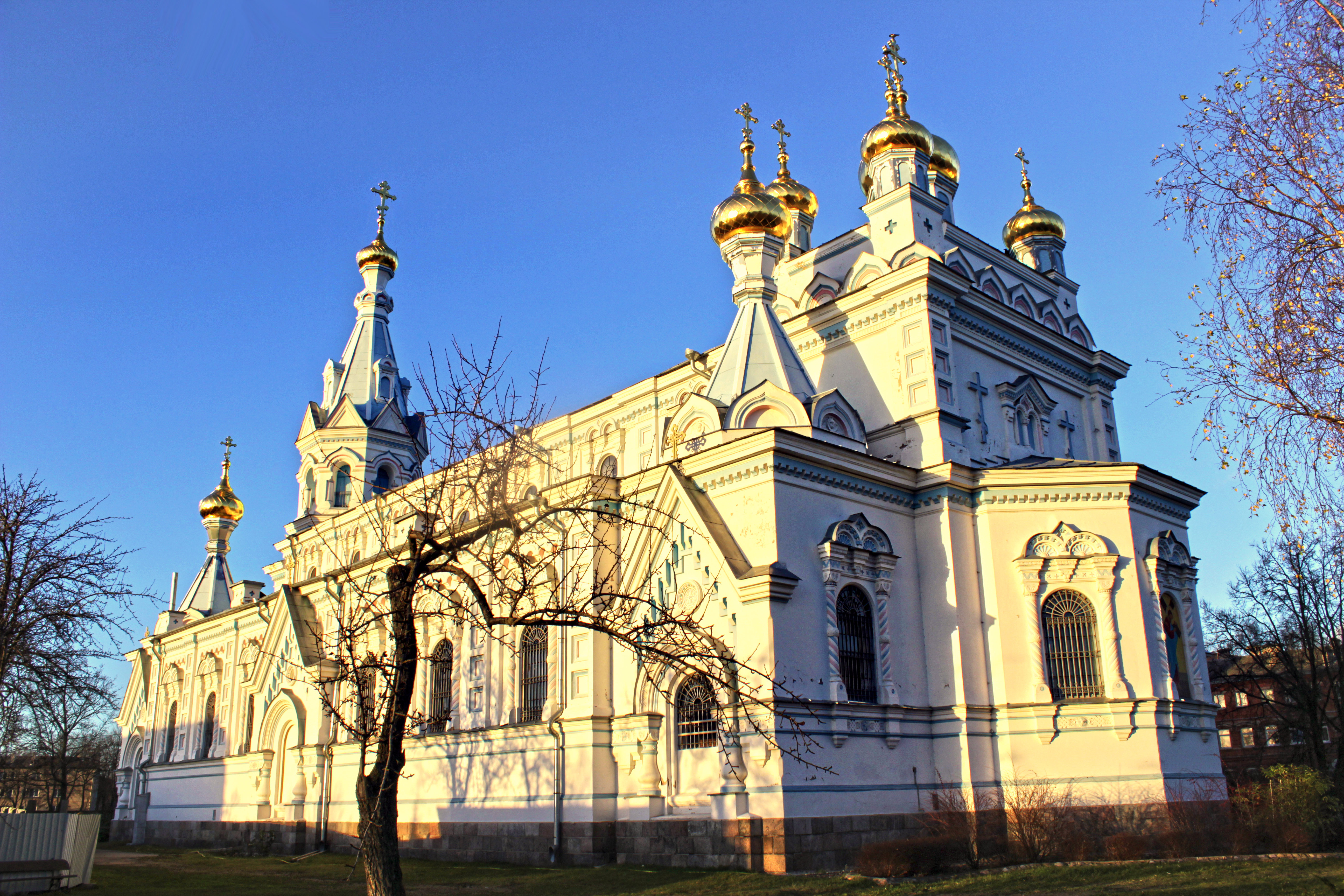
Boris-und-Gleb-Kathedrale
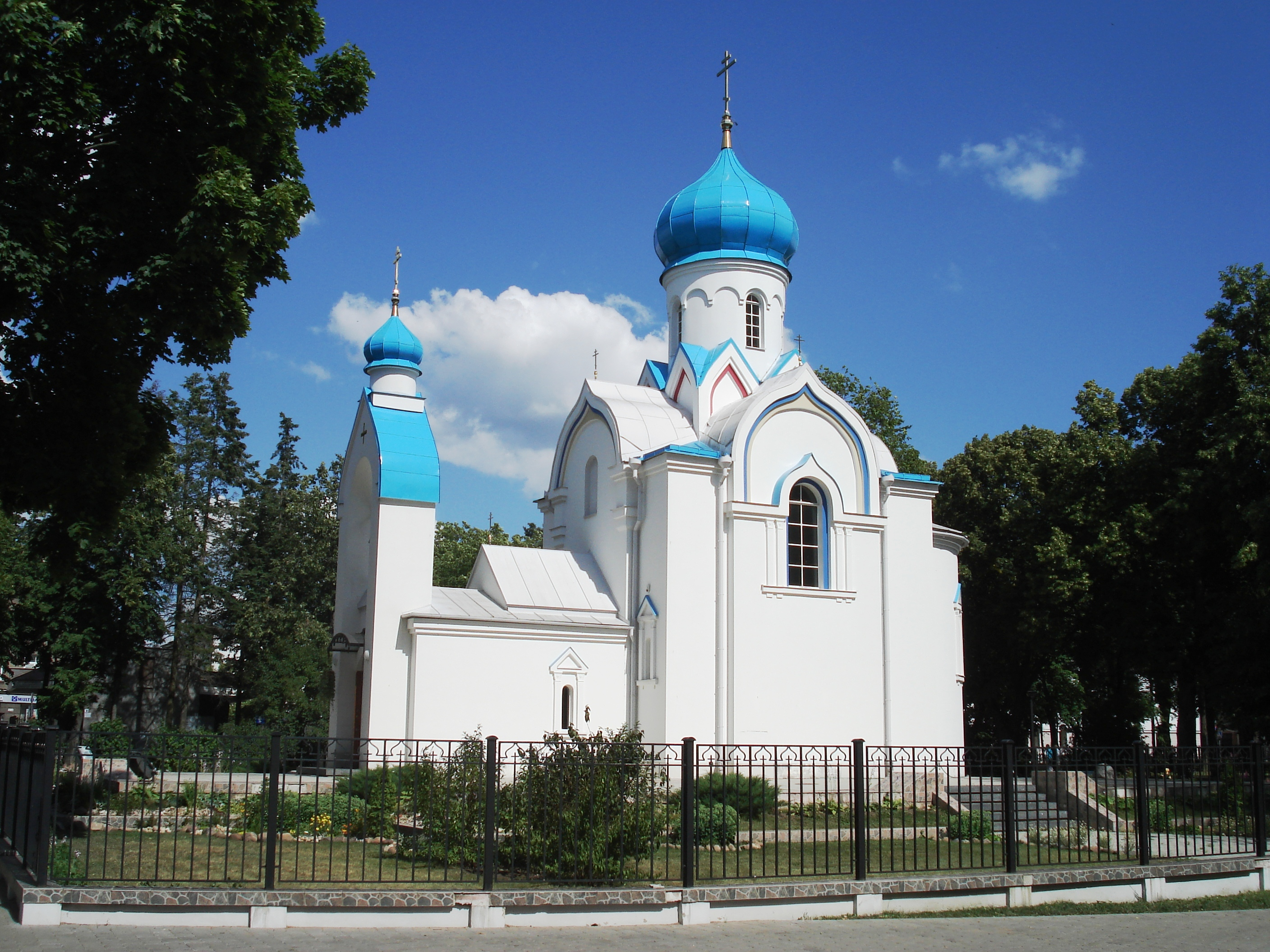
Alexander-Newski-Kapelle
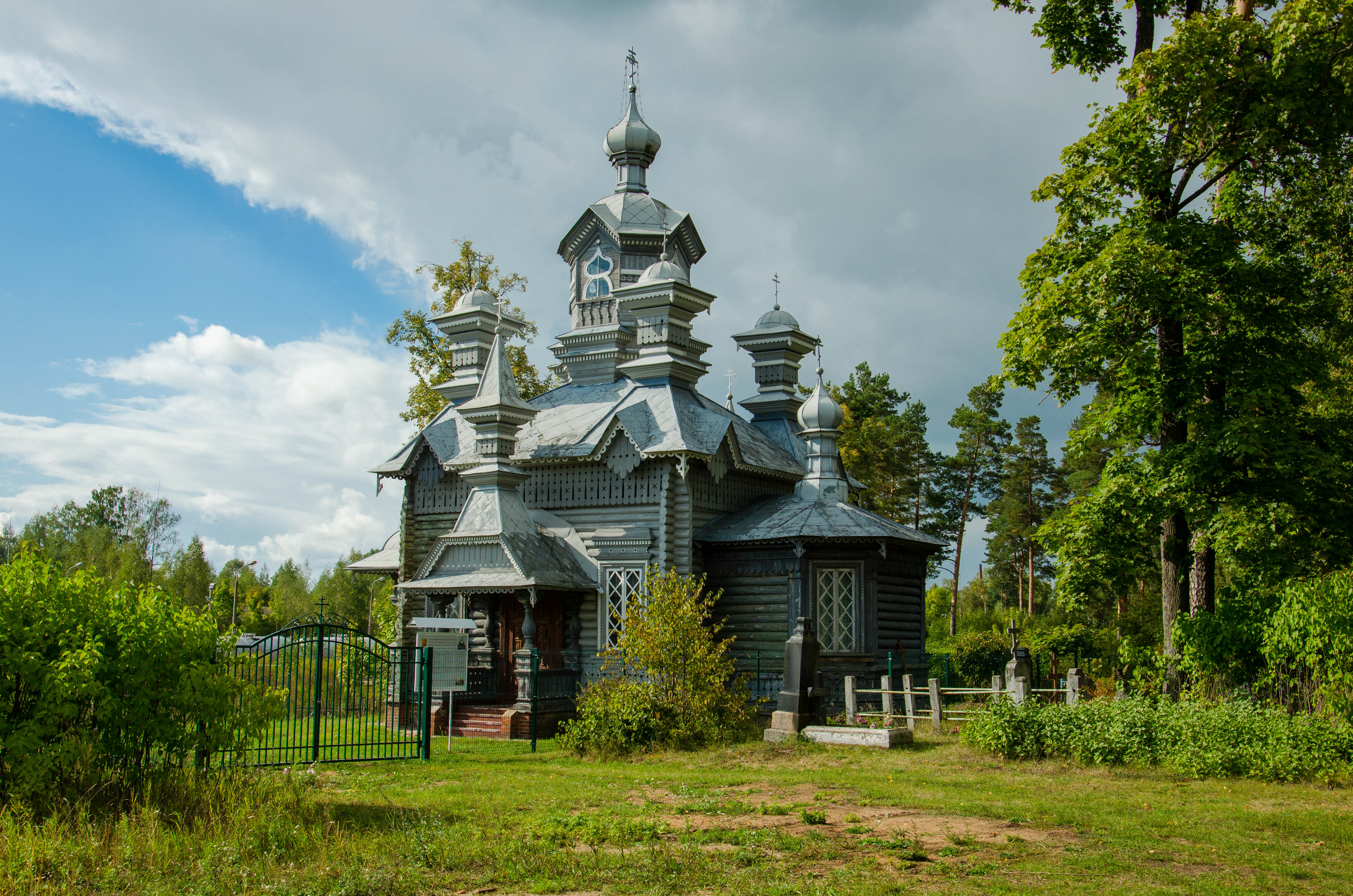
Alexander-Newski-Kirche
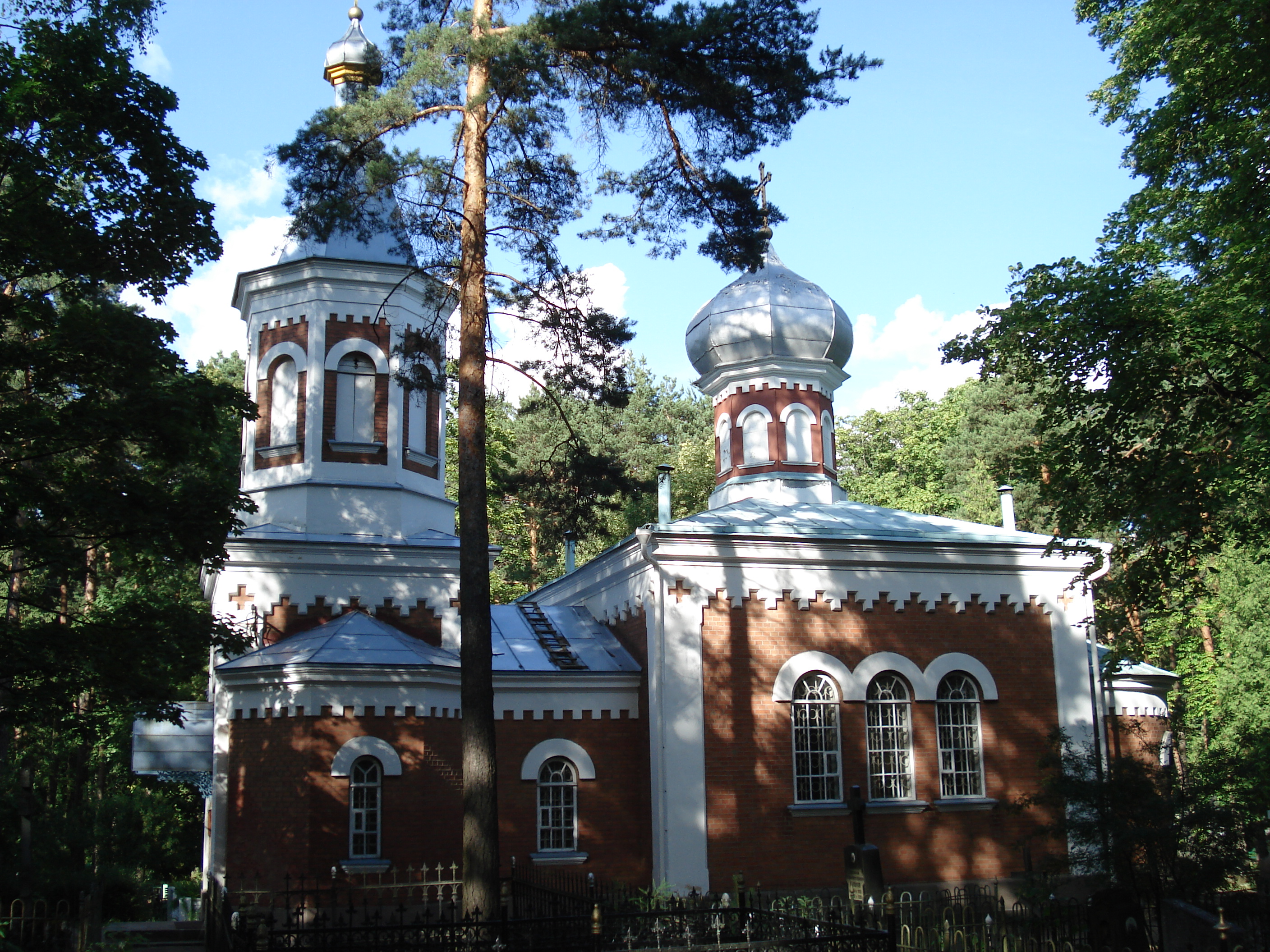
Orthodoxe Nikolaikirche in Gajoks
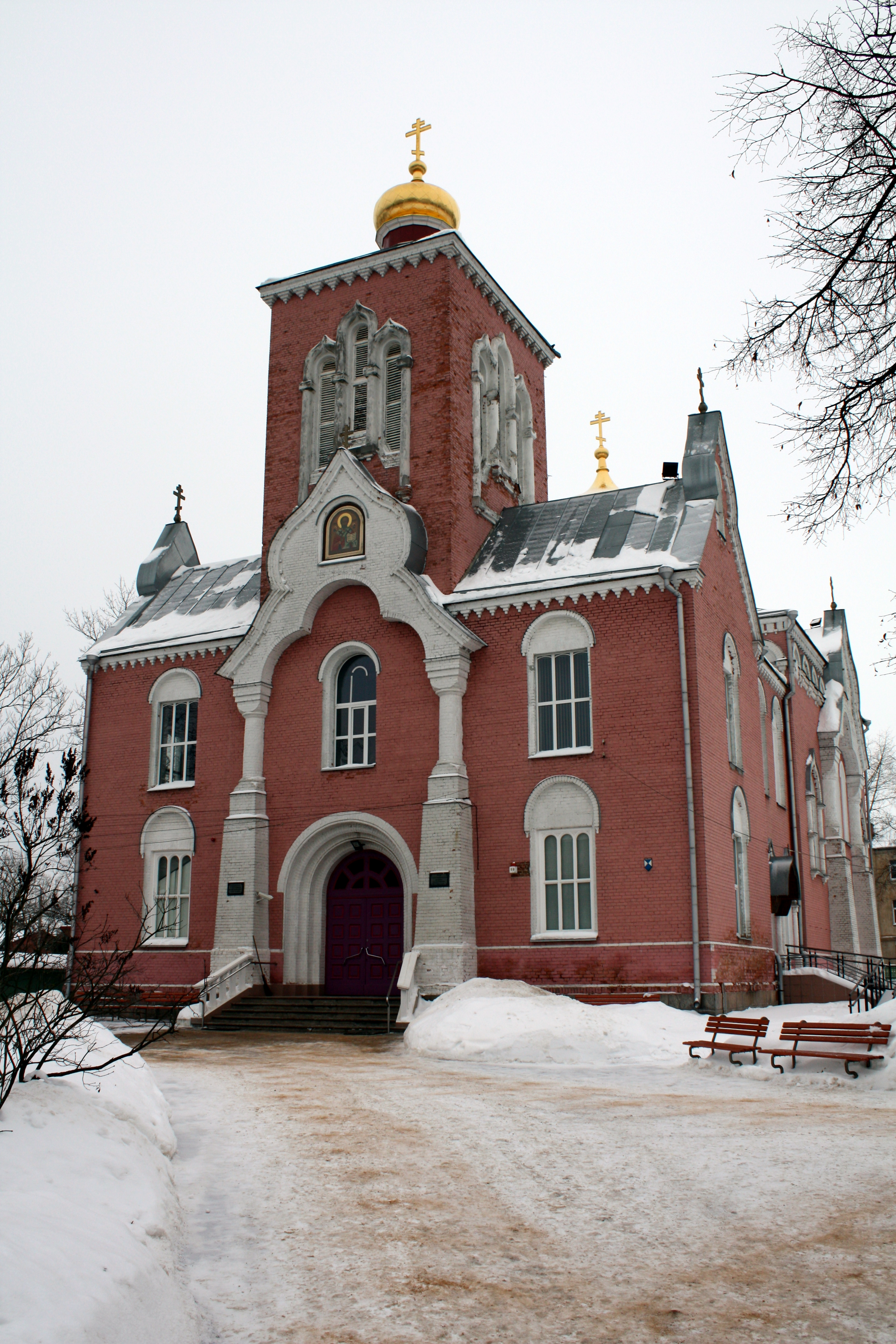
St.-Nikolaus-Kirche der Altgläubigen
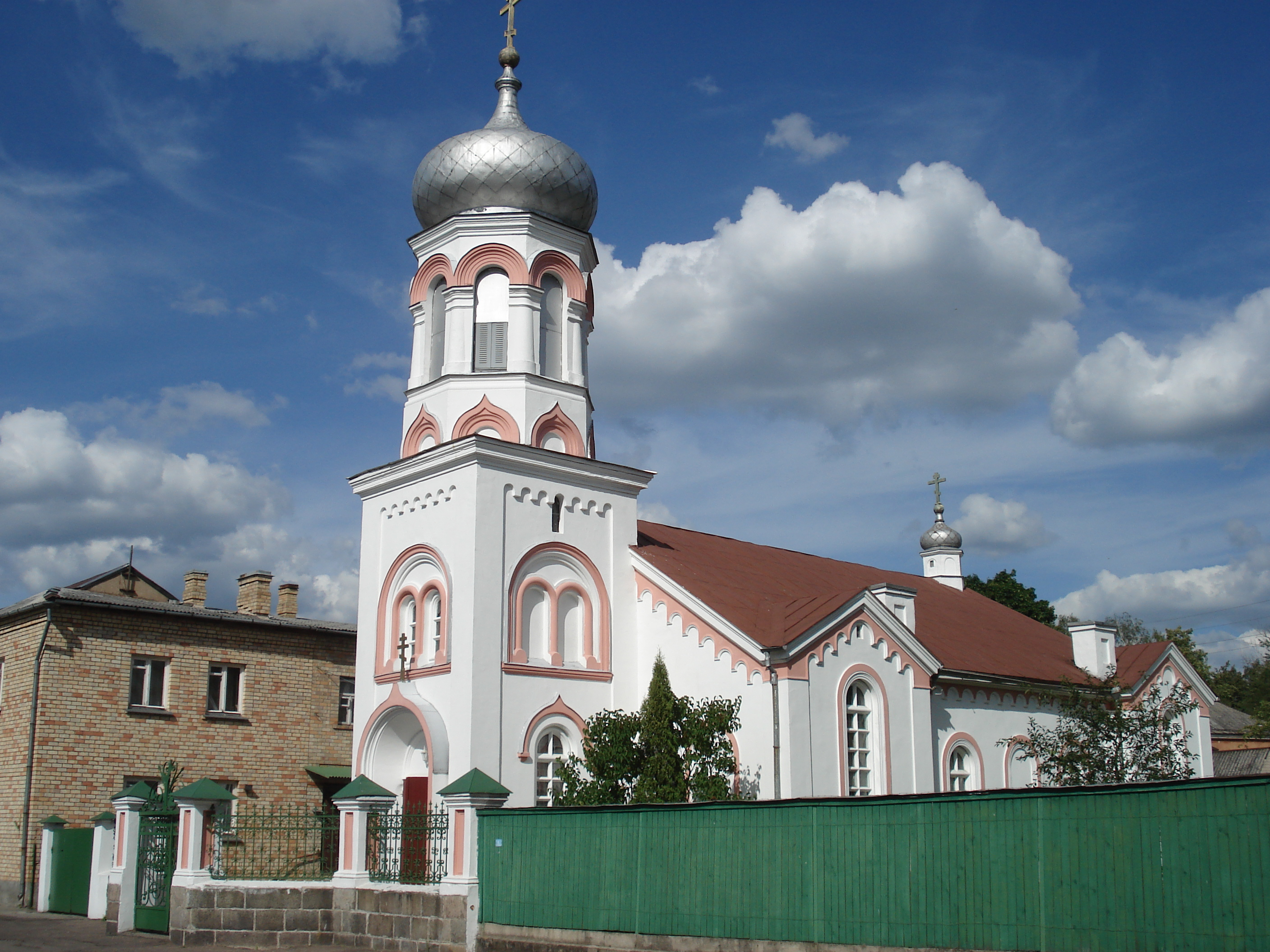
Gebetshaus der Altgläubigen in Gajoks
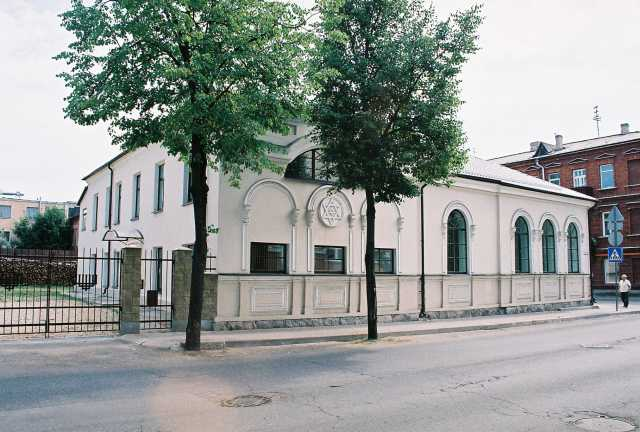
Synagoge Cietokšņa 38
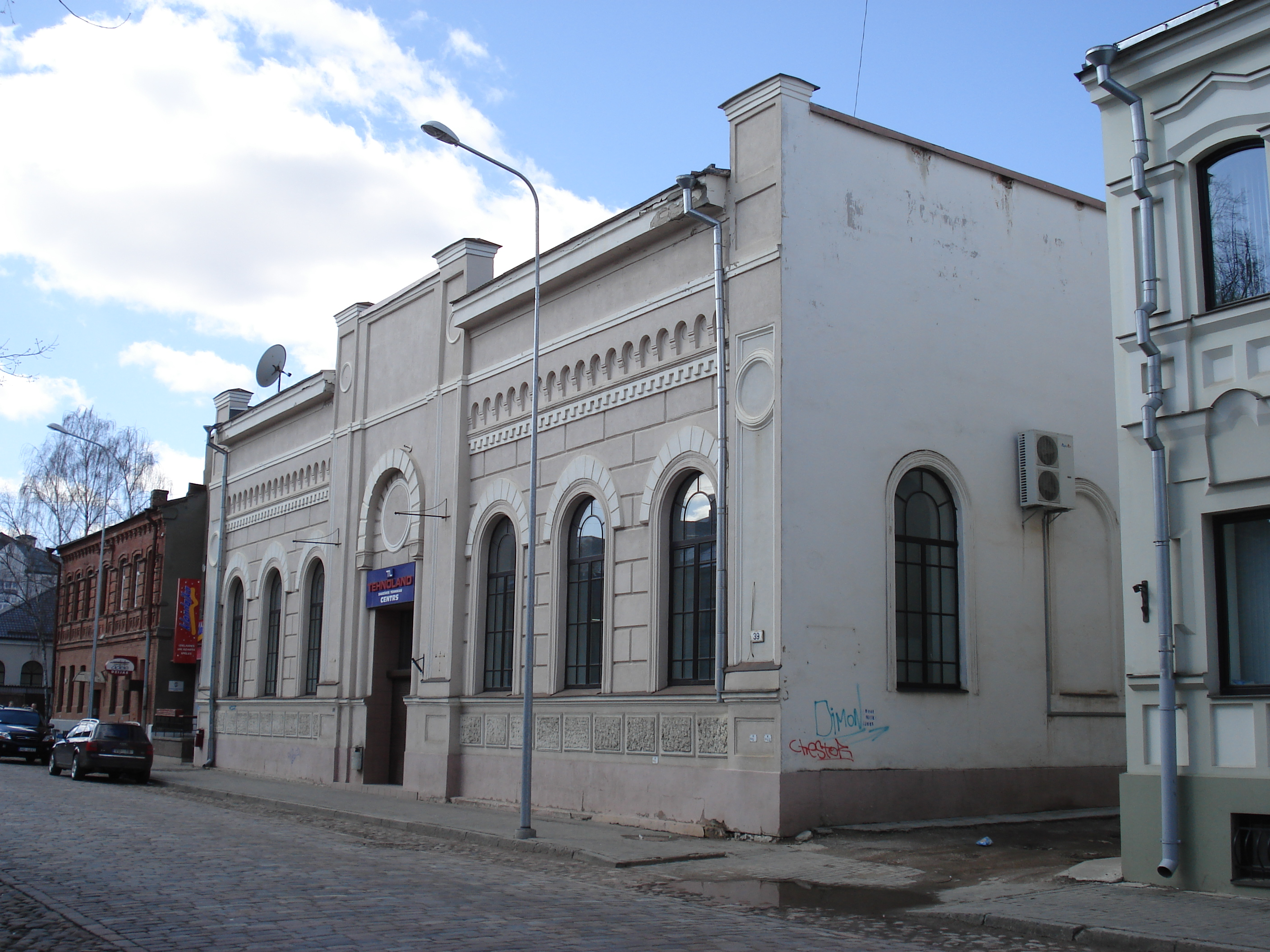
Ehemalige Synagoge Lāčplēša iela 39

### Öffentliche Gebäude
- Rathaus, erbaut 1889
- Hauptgebäude der Universität Daugavpils, 1956 errichtet
- Haus der Einheit, multifunktionales öffentliches Gebäude, in dem sich die Zentralbibliothek von Latgale, das Theater Daugavpils, das Lettische Kulturzentrum und das Museum Šmakovka befinden. Das Gebäude wurde zwischen 1936 und 1937 nach Entwurf des Architekten Werner Vitand erbaut.
- Museum für Heimatgeschichte und Kunst von Daugavpils, erbaut um 1900
- Ehemaliges Kino Daugava, errichtet in den 1950er Jahren im Stil des Sozialistischen Klassizismus

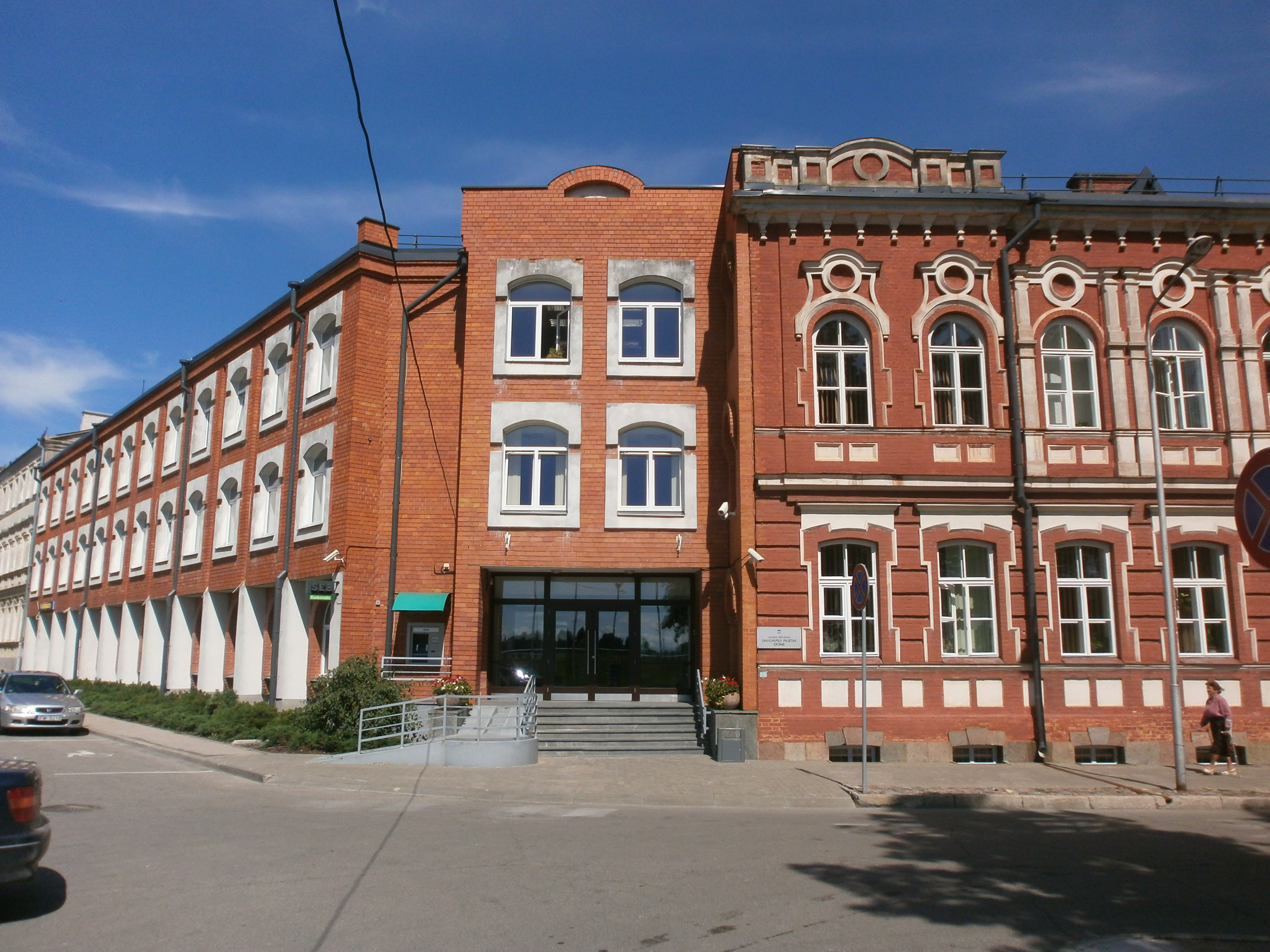
Rathaus von Daugavpils
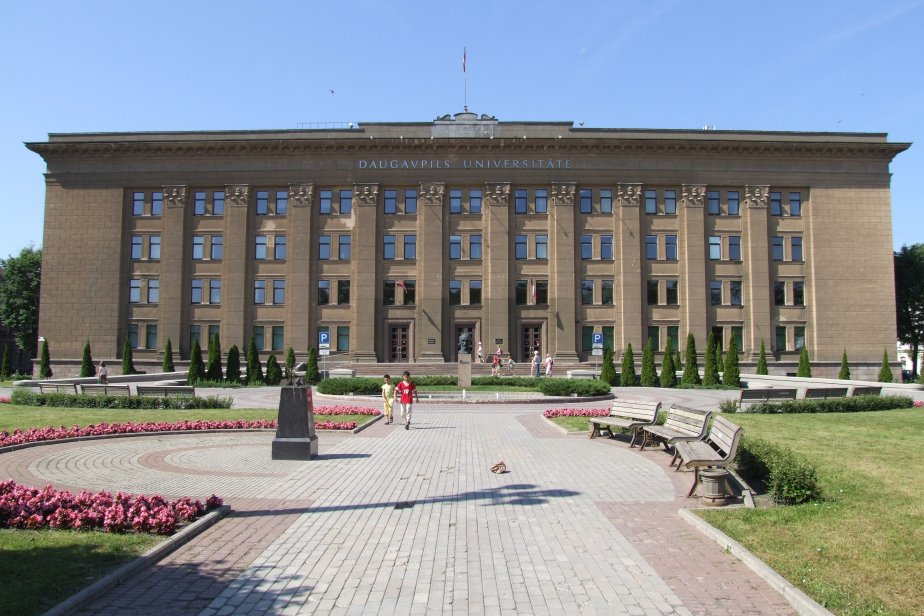
Universität
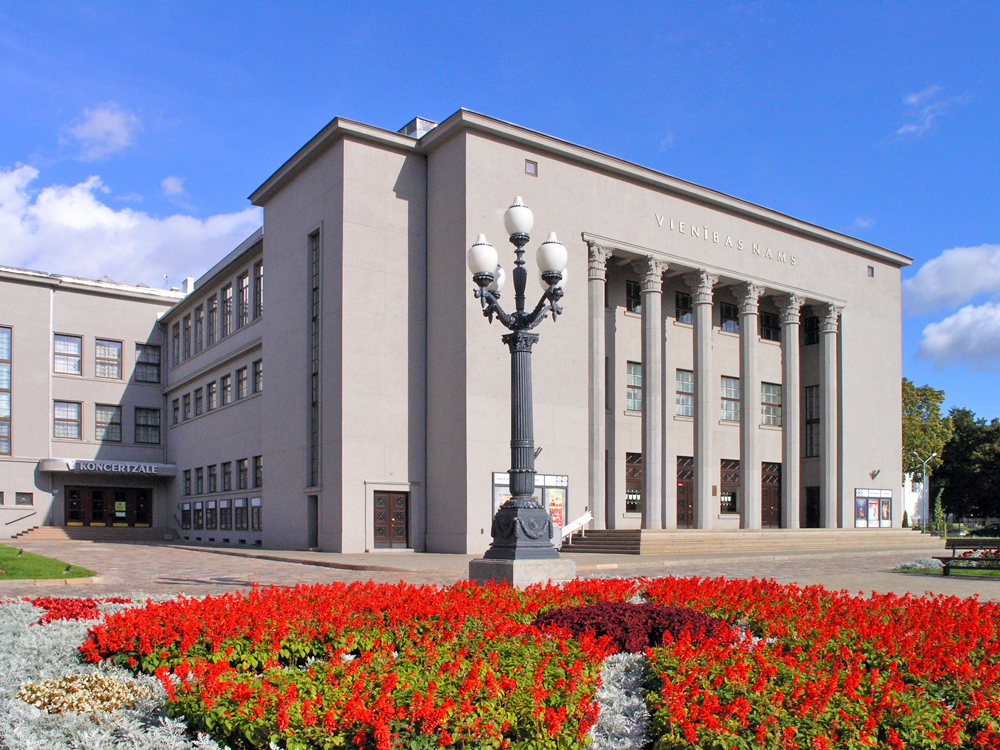
Haus der Einheit
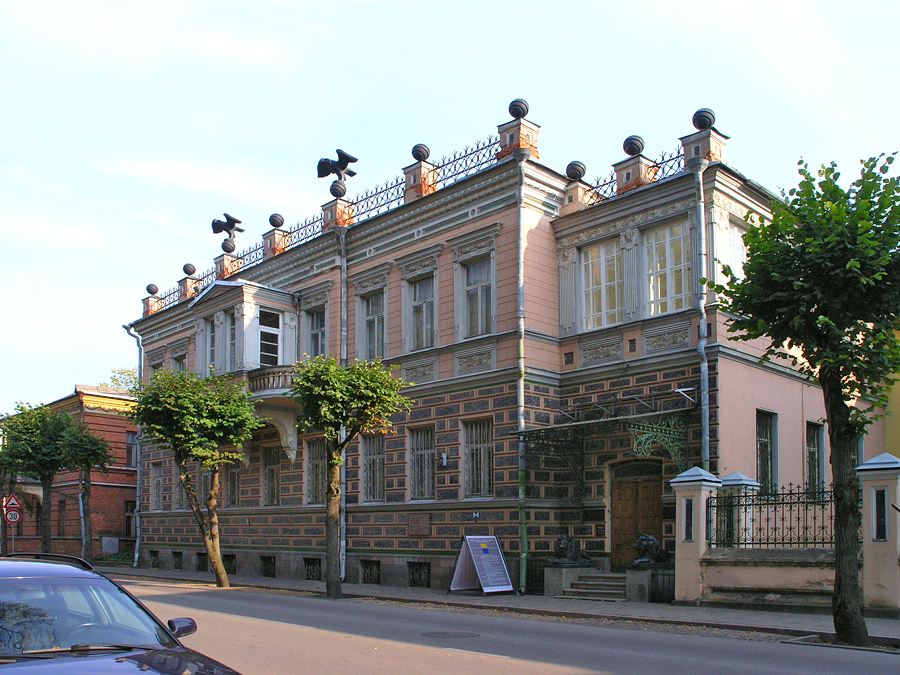
Heimat- und Kunstmuseum Daugavpils
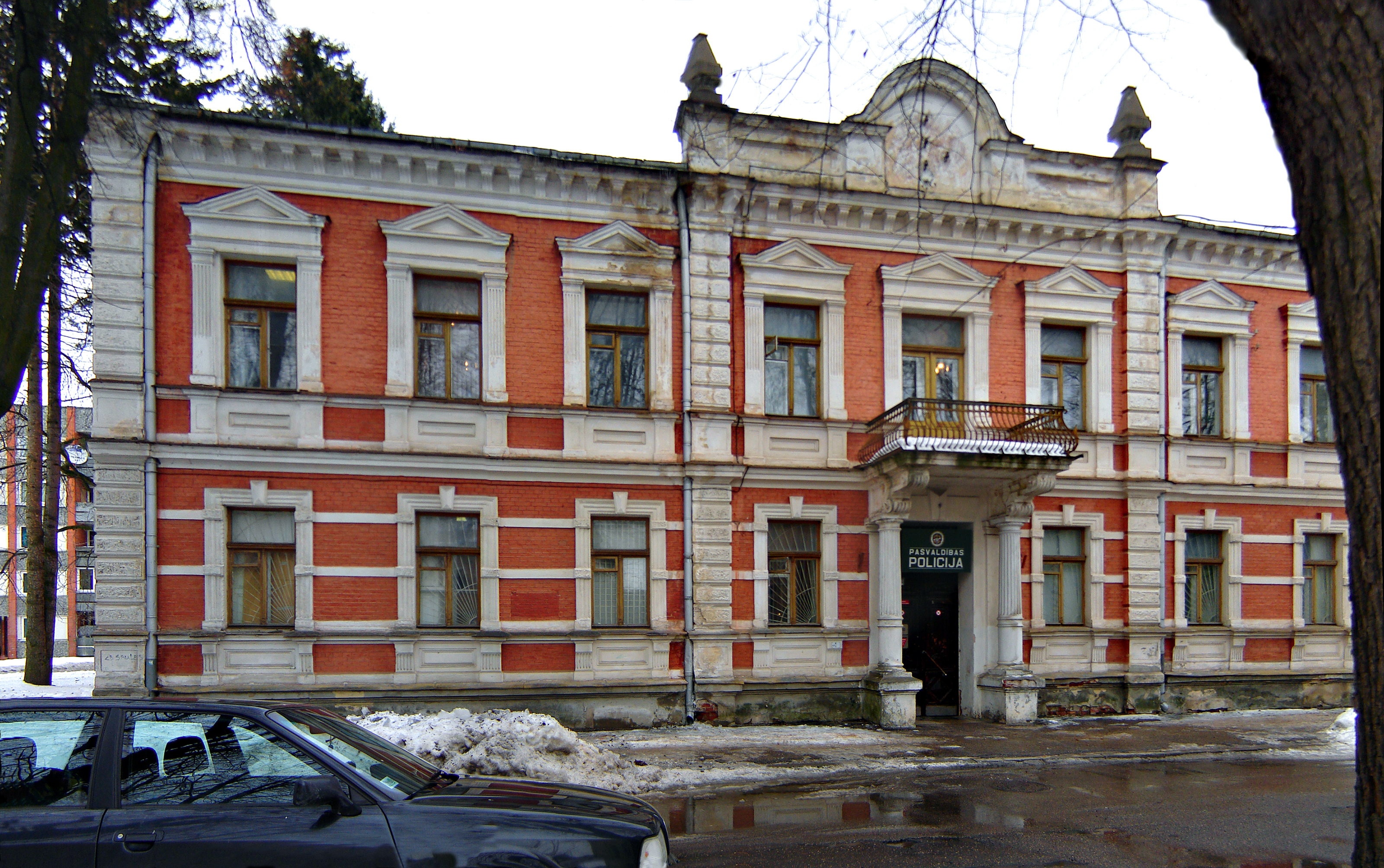
Gebäude der Stadtpolizei, vormals KGB
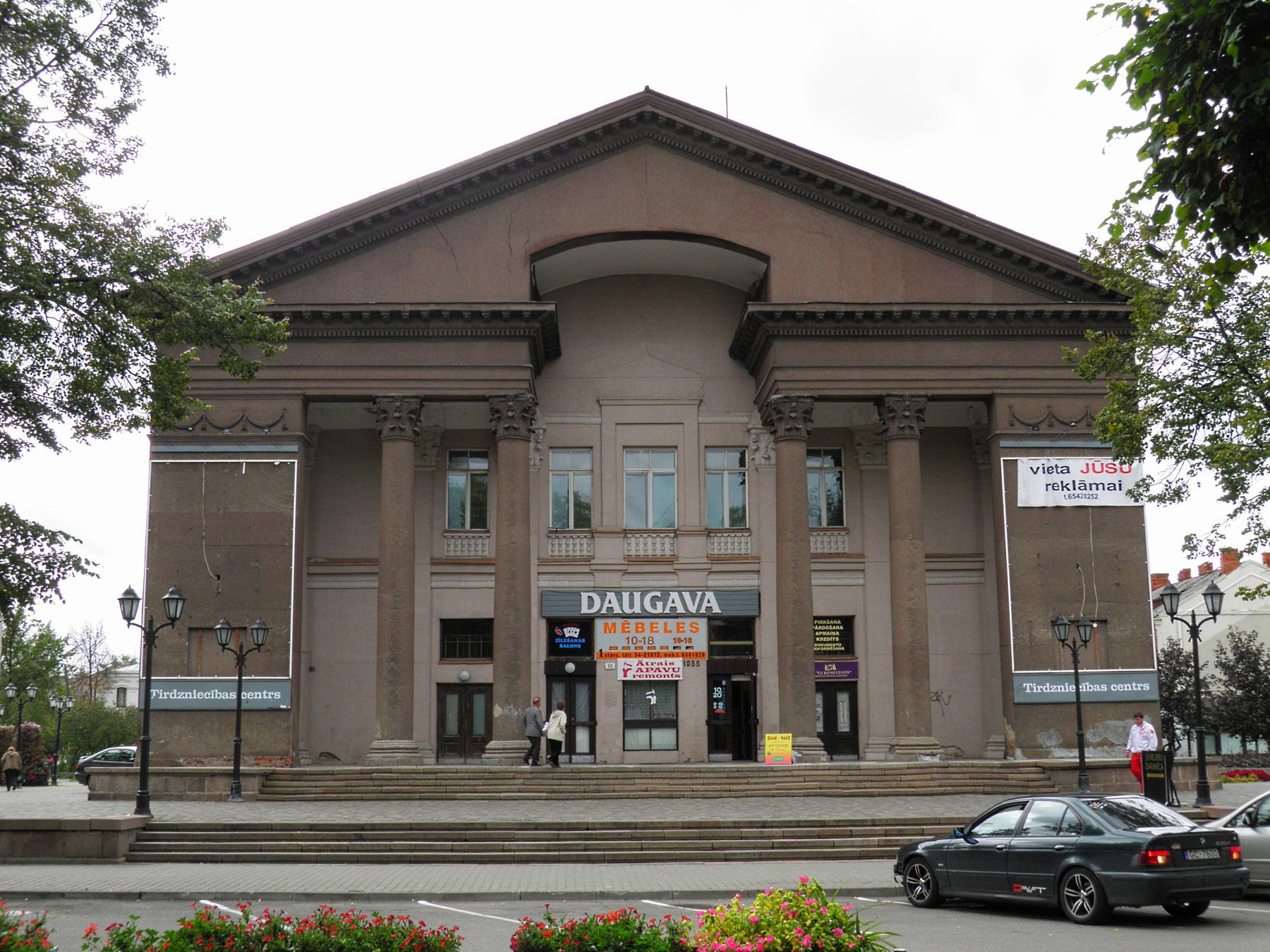
Ehemaliges Kino Daugava

## Wirtschaft und Infrastruktur

### Ansässige Unternehmen
- SIA Daugavpils Skrošu Rūpnīca (Schrotfabrik)[11]
- Daugavpils Lokomotīvju Remonta Rūpnīca (Lokomotiv-Ausbesserungswerk)[12]
- AS DITTON Pievadķēžu Rūpnīca (DITTON Kettenwerk AG)[13]

### Verkehr

#### Flugplatz
Der Flugplatz Daugavpils (DGP) ist noch nicht in Betrieb. Seit 2005 soll der ehemalige sowjetische Militärflugplatz Lociki, 12 km nordöstlich der Stadt, zum künftigen zivilen Flughafen umgebaut werden. Mangels Finanzierung durch Staat und EU konnte dies noch nicht abgeschlossen werden. Der einzige internationale Flughafen des Landes ist deshalb weiterhin der etwa 200 km westlich gelegene Flughafen Riga. Näher sind der Flughafen Vilnius in Litauen (160 km südlich) und der Flughafen Polazk in Belarus (160 km östlich).

#### Straße

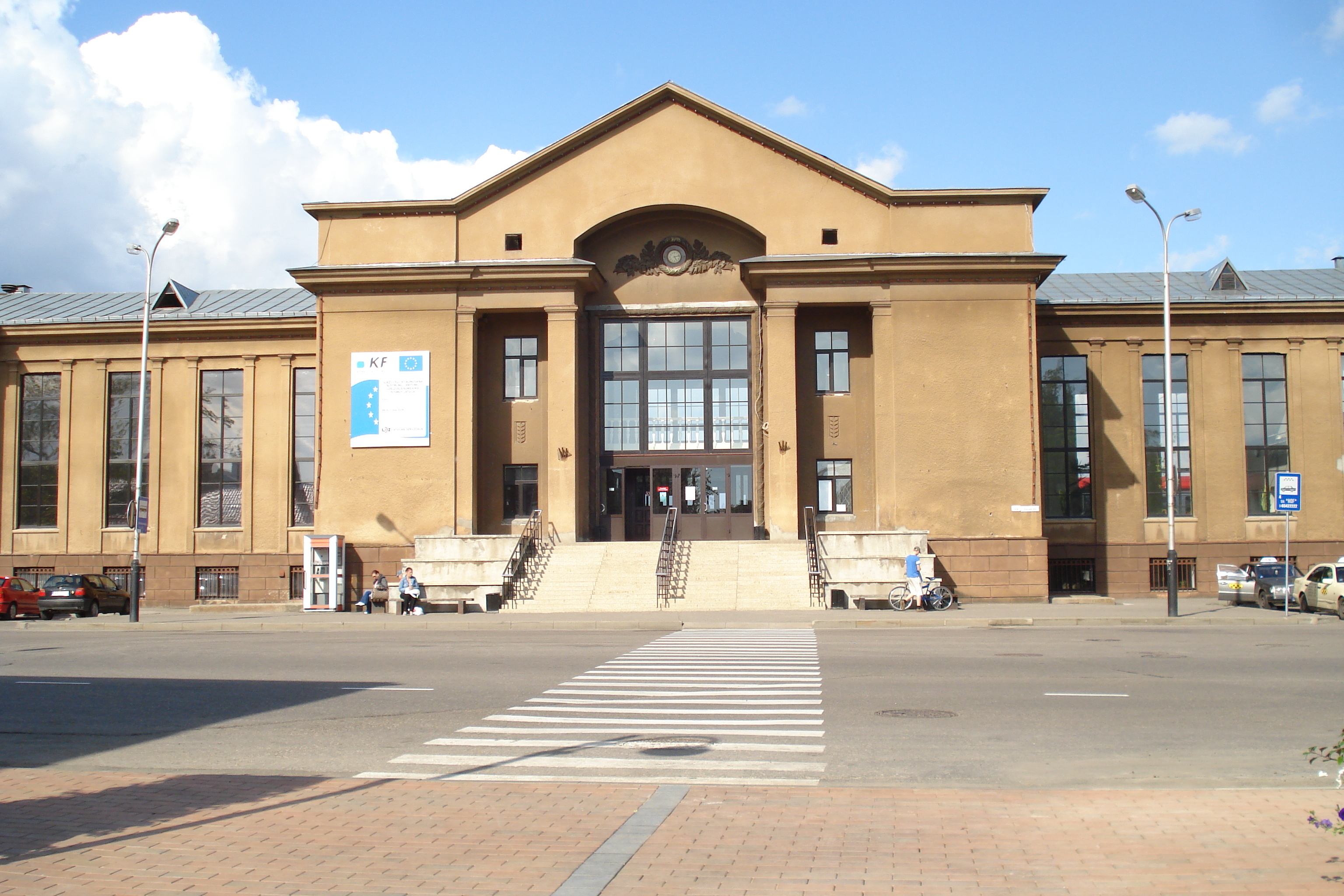
Bahnhof Daugavpils

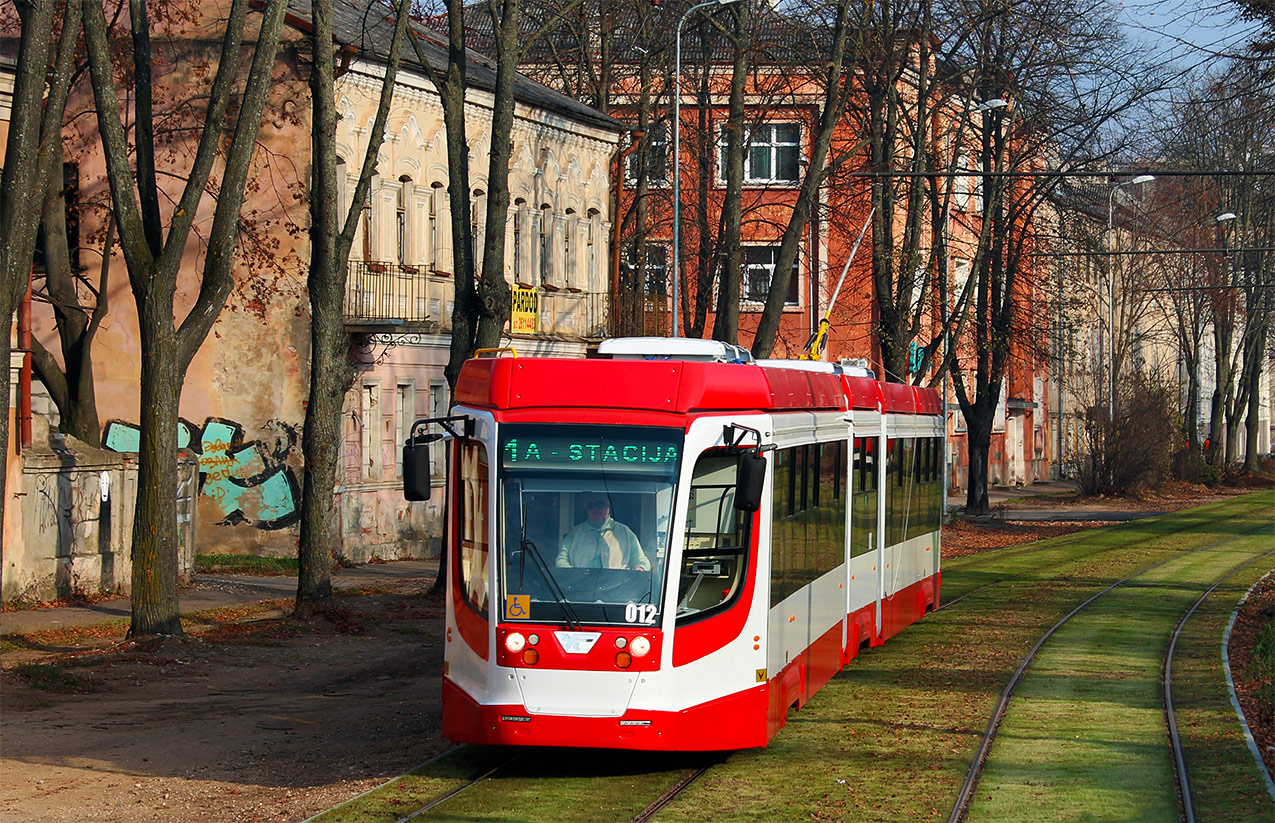
Straßenbahn Daugavpils

Daugavpils liegt an folgenden „Staatlichen Hauptstraßen“, also Fernverkehrsstraßen der obersten Kategorie:
- von Riga über Ogre und Jēkabpils zum Grenzübergang Patarnieki Richtung Belarus
- von der russischen Grenze im Osten bei Grebņeva über Rēzekne und Daugavpils zur litauischen Grenze bei Medumi/Zarasai im Südosten
- die westliche Umgehung der Stadt verbindet die A6 mit der A13 und überquert dabei die Düna

Die sogenannten „Staatsstraßen 1. Ordnung“ sind in Wirklichkeit die 2. Straßenkategorie in Lettland. Daugavpils liegt an folgenden:
- Kurze Verbindungsspange im Nordosten der Stadt, verbindet A13 und A6 (Stropi – Krauja)
- Ringstraße im Südosten der Stadt (Tabore – Laucese)
- Ausfallstraße Richtung Westen zur A6 bei Tilti, alter Verlauf der Straße nach Riga
- von der Stadtbrücke über die Düna (A13) Richtung Südosten, zur belarussischen Grenze bei Silene.

Zwei Straßenbrücken kreuzen die Düna: im Innenstadtbereich die der A13 und am westlichen Stadtrand eine gemeinsame Straßen- und Eisenbahnbrücke (A14). Die nächstgelegenen Brücken über den Fluss liegen 80 km flussabwärts in Jēkabpils und 50 km flussaufwärts in Krāslava/Kreslau.

#### Eisenbahn
Der Bahnhof Daugavpils liegt am Schnittpunkt zweier europäischer Hauptstrecken. In Nord-Süd-Richtung verläuft die 1862 eröffnete Petersburg-Warschauer Eisenbahn, die u. a. über Pskow (Russland) und Rēzekne nach Dünaburg und weiter Richtung Süden über Vilnius (Litauen), Hrodna (Belarus) und Białystok (Polen) verläuft. Von Nordwesten kommend kreuzt hier die seit 1866 betriebene Bahnstrecke Riga–Daugavpils.
Weitere Strecken verlaufen nach Panevėžys und Šiauliai in Litauen und nach Polazk/Wizebsk in Belarus.
Der Bahnhof liegt am nördlichen Rand der Innenstadt an der Einkaufsstraße Rīgas iela (Rigaer Straße). Er wurde 1861 eröffnet und nach Kriegszerstörung bis 1953 wiederaufgebaut.
Für den Güterverkehr gibt es im Westen und Norden der Stadt Umgehungsstrecken sowie am Nordrand der Kernstadt einen großen Rangierbahnhof.
Zwei Eisenbahnbrücken, eine westlich der Innenstadt im Zuge der Warschauer Bahn und eine auf der westlichen Güterumgehung parallel zur Fernstraße A14 am westlichen Stadtrand, überqueren die Düna. Die Brücke im Zuge der Warschauer Bahn wurde 1932 verstärkt, um auch die Überfahrt von bis zu 32 t schweren Güterwagen zu ermöglichen. In ganz Lettland gibt es nur zwei weitere Eisenbahnbrücken über die Düna, eine, die Eisenbahnbrücke Riga, am Bahnhof Riga und eine bei Jēkabpils.

#### Nahverkehr

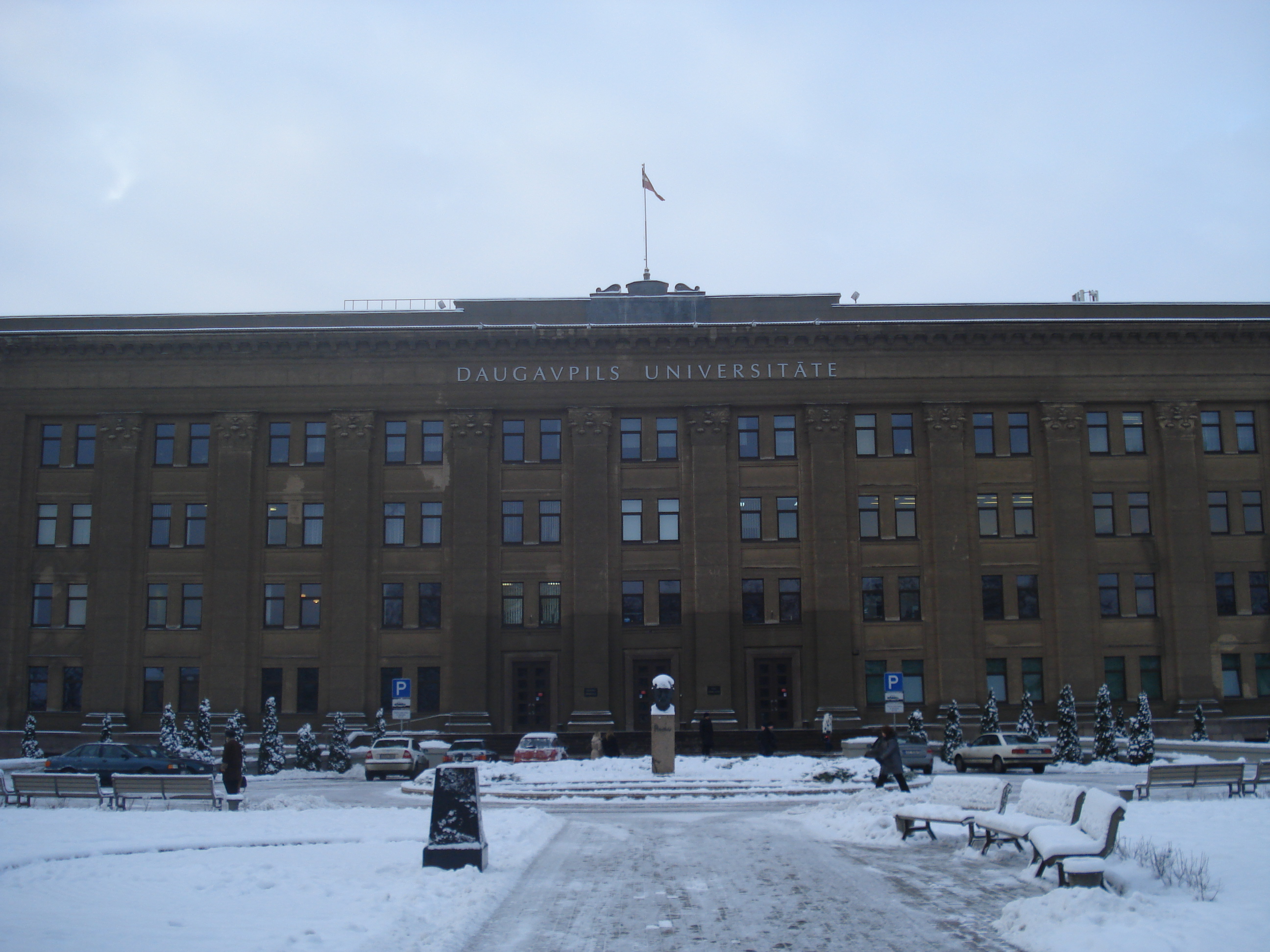
Universität Daugavpils

Die Straßenbahn Daugavpils wurde nach der sowjetischen Besetzung geplant und 1946 eröffnet. Sie verfügt über vier Linien, 27 km Streckenlänge, Gleise in der russischen Breitspur (1524 mm) und ist neben Riga und Liepāja einer von drei Straßenbahnbetrieben in Lettland. Stadtbusse ergänzen das örtliche Verkehrsnetz.

### Bildung
Die Universität Daugavpils wurde 1921 als eine Pädagogische Fachschule gegründet, 1952 in Pädagogisches Institut Daugavpils umbenannt und erhielt 1993 eine Anerkennung als Universität.

## Partnerstädte
Daugavpils listet folgende neunzehn Partnerstädte auf:
| Stadt            | Land                | seit |
| ---------------- | ------------------- | ---- |
| Alawerdi         | Armenien            | 2012 |
| Babrujsk         | Belarus             | 2012 |
| Batumi           | Georgien            | 2012 |
| Braslau          | Belarus             |      |
| Charkiw          | Ukraine             | 2008 |
| Ferrara          | Italien             | 1998 |
| Haderslev        | Dänemark            | 1993 |
| Harbin           | Volksrepublik China | 2003 |
| Lida             | Belarus             | 2012 |
| Magdeburg        | Deutschland         | 2012 |
| Magnitogorsk     | Russland            |      |
| Moskau           | Russland            | 2003 |
| Motala           | Schweden            | 1998 |
| Naro-Fominsk     | Russland            | 1997 |
| Panevėžys        | Litauen             | 2004 |
| Pskow            | Russland            | 2006 |
| Radom            | Polen               | 1993 |
| Ramla            | Israel              | 2003 |
| Sankt Petersburg | Russland            | 2004 |
| Wagharschapat    | Armenien            |      |
| Wizebsk          | Belarus             | 1998 |

## Persönlichkeiten
- Friedrich von Lüdinghausen Wolff (1643–1708), Jesuitenpater und Gründer der Universität Breslau
- Jean Alexander Heinrich Clapier de Colongue (1839–1901), russischer Gelehrter für Navigation und Generalmajor der russischen Armee
- Abraham Isaak Kook (1865–1935, geboren in Grīva, heute Teil von Daugavpils), erster aschkenasischer Großrabbiner Palästinas
- Jewgeni Miller (1867–1939), russischer General
- Władysław Studnicki (1867–1953), polnischer Politiker
- Paul Mintz (1868–1941), Professor für Kriminologie, Strafrecht und Strafprozessrecht an der Universität Lettlands in Riga
- Genrich Osipovič Graftio (1869–1949), sowjetischer Oberingenieur im Wasserkraftwerksbau und Professor für Elektrotechnik
- Emil Schultz-Riga (1872–1931), deutsch-baltisch-russischer Landschaftsmaler der Düsseldorfer Schule
- Grzegorz Fitelberg (1879–1953), polnischer Komponist und Dirigent
- Rafail Abramowitsch (1880–1963), russischer Bundist und Menschewik
- Jakow Suriz (1882–1952), sowjetischer Botschafter in Berlin 1934–1937
- Michail Schischmarjow (1883–1962), russisch-sowjetischer Revolutionär, Flugzeugbauer und Hochschullehrer
- Isaak Rubin (1886–1937), russischer marxistischer Ökonom
- Lidija Sawitsch-Ljubizkaja (1886–1982), russisch-sowjetische Bryologin
- Isaac Nachman Steinberg (1888–1957), russischer Jurist
- Erich Diehl (1890–1952), deutschbaltischer Klassischer Philologe
- Solomon Michoels (1890–1948), russisch-jüdischer Schauspieler und Regisseur
- Oscar Strock (1893–1975), Komponist, Kapellmeister und Arrangeur
- Kastus (Kanstantzin) Jesawitau (1893–1946), belarussischer politischer und sozialer Aktivist, Publizist und Übersetzer
- Schaul Avigur (1899–1978), jüdischer Geheimdienstmitarbeiter und Politiker
- Mark Rothko (1903–1970), US-amerikanischer Maler
- Henry Kremer (1907–1992), britischer Industrieller und Stifter
- Alexander Stolper (1907–1979), sowjetischer Filmregisseur und Drehbuchautor
- Władysław Raginis (1908–1939), polnischer Hauptmann im Zweiten Weltkrieg
- Nikolai Wassiljew (1908–1943), sowjetischer Oberstleutnant und Partisanenkommandeur im Zweiten Weltkrieg
- Johannes „Hans“ Feldmann (1911–1994), deutsch-baltischer Pädagoge
- Mark Aiserman (1913–1992), russischer Physiker, Kybernetiker und Hochschullehrer
- Anatole Abragam (1914–2011), französischer Physiker
- Isaks Feigins (1915–unbekannt), Fußballspieler
- Alexander Ginsburg (1915–1996), deutscher Jurist, Generalsekretär des Zentralrats der Juden in Deutschland
- Isidor Levin (1919–2018), estnischer Volkskundler, Erzählforscher und Theologe
- Gunārs Bērziņš (1927–1999), Karikaturist
- Alfred Rubiks (* 1935), sowjetischer und lettischer Politiker
- Boriss Cilevičs (* 1956), Ingenieur und Politiker
- Sergej Larin (1956–2008), russischer Opernsänger (Tenor)
- Vilhelms Lapelis (* 1961), Bischof von Liepāja
- Igors Kazanovs (* 1963), Hürdenläufer
- Oļegs Maļuhins (* 1969), Biathlet
- Jurģis Pučinskis (* 1973), Fußballspieler
- Teresa Czerwińska (* 1974), polnische Ministerin
- Jurijs Sokolovs (* 1983), Fußballspieler
- Māris Jass (* 1985), Eishockeyspieler
- Ivans Lukjanovs (* 1987), Fußballspieler
- Aleksandrs Cauņa (* 1988), Fußballspieler
- Artjoms Rudņevs (* 1988), Fußballspieler
- Andrejs Kovaļovs (* 1989), Fußballspieler
- Anastasija Grigorjeva (* 1990), lettische Ringerin russischer Herkunft
- Artūrs Koļesņikovs (* 1990), Biathlet
- Deniss Vasiļjevs (* 1999), Eiskunstläufer
- Viktoria Modesta (* 1988), Singer-Songwriterin und Model
- Anastasija Kravčenoka (* 1997), Beachvolleyballspielerin
- Sofja Ņesterova (* 2001), Fußballspielerin

## Daugavpils in anderen Sprachen
Es handelt sich dabei um Stadtnamen in den Umgangssprachen der Einheimischen oder Teilen davon.
- Deutsch Dünaburg
- Estnisch Väinalinn
- Finnisch Väinänlinna
- Jiddisch דענענבורג (Denenburg), auch Dwinsk
- Lettgallisch Daugpiļs
- Litauisch Daugpilis
- Polnisch ursprünglich Dyneburg,
auch Dźwińsk oder Dźwinów
- Russisch Даугавпилс, auch Двинск/Dwinsk;
Die früheren russischen Namen lauteten Невгин/Newgin und Борисоглебск/Borissoglebsk
(während des Livländischen Krieges)
- Belarussisch Дзвінск/Dswinsk

### Geschichte
- Josifs Šteimans (Hrsg.): Latgale un Daugavpils. Vēsture un kultūra. Rakstu krājums. A.K.A., Daugavpils 1996, ISBN 9984-582-00-0.
- Genovefa Barkovska, Josifs Šteimans: Daugavpils vestures lappuses. Latgales Kultūras Centra Izdevniecība, Rezekne 2005, ISBN 9984-29-084-0.
- Konrad Bobiatyński: Dyneburg i Inflanty Polskie podczas wojny Rzeczypospolitej z Moskwą w latach 1654–1655. In: Zapiski Historyczne, Jg. 70 (2005), Heft 2/3, S. 107–123 (polnisch, mit einer kurzen deutschen und englischen Zusammenfassung).
- Valentina Talerko, Tilman Plath: Art. Dünaburg / Daugavpils. In: Online-Lexikon zur Kultur und Geschichte der Deutschen im östlichen Europa. 2021. (Abgerufen am 16. November 2021).
- Henrichs Soms: Latvieši Daugavpili 20 gs. pirmaja puse. In: Ilgvars Misāns (Hrsg.): Kurzeme, Vidzeme, Latgale. Rȩgions un identitate vesture. Konferences materiali. Zinātne, Riga 1999, ISBN 9984-9285-8-6, S. 75–82.
- Irena Saleniece, Teachers as the Object and Subject of Sovietization in Latvia. Daugavpils (1944–1953). In: Olaf Mertelsmann (Hrsg.): The Sovietization of the Baltic States, 1940–1956. Kleio Ajalookirjanduse Sihtasutus, Tartu 2003, ISBN 9985-9304-1-X, S. 197–206.
- Geoffrey Swain: Between Stalin and Hitler. Class war and race war on the Dvina, 1940–46. Routledge, London 2004, ISBN 0-415-54604-4.

### Jüdische Gemeinde
- Boris Salmanowitsch Wolkowitsch, Anatolij Fischel, Salman Josifowitsch Jakub, Josifs Šteimans, Leonid Maksowitsch Zilewitsch: Evrei v Daugavpilse. Istoričeskie očerki (Евреи в Даугавпилсе. исторические очерки). Daugavpilsskaja Evrejskaja Obščina, Daugavpils 1993–2013 (Grundlagenwerk, russisch), bisher (2019) sind erschienen: Bd. 1 (1993), 2 (1999), 4 (2005), 5 (2011) und 6 (2013).
- Boris Salmanowitsch Wolkowitsch (Борис Залманович Волкович): Evrejskie organizacii v Daugavpilse (1920–1940). A.K.A., Daugavpils 1998, ISBN 9984-582-07-8 (russisch, mit einer kurzen englischen Zusammenfassung).
- Makss Kaufmans: Churbn Lettland. Ebreju iznīcināšana Latvijā. Schamir, Riga 2014, ISBN 978-9934-8494-0-4, S. 219–230 (lettisch).

### Stadtbild
- Michael Gentile: Spaces of Priority. The Geography of Soviet Housing Construction in Daugavpils, Latvia. In: Annals of the Association of American Geographers, Jg. 100 (2010), Heft 1, S. 112–136.